# IndyCar Series 2010
Die IndyCar Series 2010 war die 15. Saison der IndyCar Series und die 89. Meisterschaftssaison im US-amerikanischen Formelsport. Es war die erste Saison, in der Izod Titelsponsor der Serie war. Es wurden 17 Rennen ausgetragen. Die Saison begann am 14. März 2010 in São Paulo und endete am 2. Oktober 2010 in Homestead. Dario Franchitti verteidigte den Meistertitel der IndyCar Series und wurde somit zum dritten Mal Gesamtsieger der Serie.
Die Mario-Andretti-Trophäe, die diese Saison zum ersten Mal an den erfolgreichsten Piloten auf Rundkursen vergeben wurde, sicherte sich Will Power vorzeitig bei noch zwei zu fahrenden Rennen. Die A.J.-Foyt-Trophäe, die der erfolgreichste Pilot auf den Ovalen erhielt, ging an den Gesamtsieger Franchitti.

## Teams und Fahrer
Alle Teams benutzten Chassis von Dallara, Motoren von Honda und Reifen von Firestone.
| Team                                          | Nr. | Fahrer              | Rennen            |
| --------------------------------------------- | --- | ------------------- | ----------------- |
| Target Chip Ganassi Racing                    | 9   | Scott Dixon         | 1–17              |
| Target Chip Ganassi Racing                    | 10  | Dario Franchitti    | 1–17              |
| Team Penske                                   | 3   | Hélio Castroneves   | 1–17              |
| Team Penske                                   | 6   | Ryan Briscoe        | 1–17              |
| Team Penske                                   | 12  | Will Power          | 1–17              |
| Andretti Autosport                            | 7   | Danica Patrick      | 1–17              |
| Andretti Autosport                            | 11  | Tony Kanaan         | 1–17              |
| Andretti Autosport                            | 26  | Marco Andretti      | 1–17              |
| Andretti Autosport                            | 27  | Adam Carroll        | 9, 12             |
| Andretti Autosport                            | 37  | Ryan Hunter-Reay    | 1–17              |
| Newman/Haas/Lanigan Racing Newman/Haas Racing | 02  | Graham Rahal        | 10, 12–14, 16, 17 |
| Newman/Haas/Lanigan Racing Newman/Haas Racing | 06  | Hideki Mutoh        | 1–17              |
| Dale Coyne Racing                             | 18  | Milka Duno          | 1–17              |
| Dale Coyne Racing                             | 19  | Alex Lloyd          | 1–17              |
| Panther Racing                                | 4   | Dan Wheldon         | 1–17              |
| Panther Racing                                | 20  | Ed Carpenter        | 6, 14, 15, 17     |
| KV Racing Technology                          | 5   | Takuma Satō         | 1–17              |
| KV Racing Technology                          | 8   | E.J. Viso           | 1–17              |
| KV Racing Technology                          | 15  | Paul Tracy          | 6, 10, 11         |
| KV Racing Technology                          | 32  | Mario Moraes        | 1–17              |
| de Ferran Dragon Racing                       | 2   | Raphael Matos       | 1–17              |
| de Ferran Dragon Racing                       | 21  | Davey Hamilton      | 6, 14             |
| A. J. Foyt Enterprises                        | 14  | Vitor Meira         | 1–17              |
| A. J. Foyt Enterprises                        | 41  | A. J. Foyt IV       | 6                 |
| A. J. Foyt Enterprises                        | 41  | Jaques Lazier       | 6                 |
| Dreyer & Reinbold Racing                      | 22  | Justin Wilson       | 1–17              |
| Dreyer & Reinbold Racing                      | 23  | Ana Beatriz         | 1                 |
| Dreyer & Reinbold Racing                      | 23  | Tomas Scheckter     | 6                 |
| Dreyer & Reinbold Racing                      | 24  | Mike Conway         | 1–6               |
| Dreyer & Reinbold Racing                      | 24  | Tomas Scheckter     | 7, 10, 11         |
| Dreyer & Reinbold Racing                      | 24  | Graham Rahal        | 8                 |
| Dreyer & Reinbold Racing                      | 24  | Paul Tracy          | 9, 15, 16         |
| Dreyer & Reinbold Racing                      | 24  | J. R. Hildebrand    | 12, 13            |
| Dreyer & Reinbold Racing                      | 24  | Ana Beatriz         | 14, 17            |
| Dreyer & Reinbold Racing                      | 25  | Ana Beatriz         | 6                 |
| HVM Racing                                    | 78  | Simona de Silvestro | 1–17              |
| Conquest Racing                               | 34  | Mario Romancini     | 1–11              |
| Conquest Racing                               | 34  | Francesco Dracone   | 12                |
| Conquest Racing                               | 34  | Bertrand Baguette   | 13–17             |
| Conquest Racing                               | 36  | Bertrand Baguette   | 3–12              |
| Conquest Racing                               | 36  | Francesco Dracone   | 13                |
| Conquest Racing                               | 36  | Tomas Scheckter     | 14, 15            |
| Conquest Racing                               | 36  | Roger Yasukawa      | 16                |
| Conquest Racing                               | 36  | Sebastian Saavedra  | 17                |
| FAZZT Race Team                               | 33  | Bruno Junqueira     | 6                 |
| FAZZT Race Team                               | 77  | Alex Tagliani       | 1–17              |
| Sarah Fisher Racing                           | 66  | Jay Howard          | 5–7, 12, 14       |
| Sarah Fisher Racing                           | 66  | Graham Rahal        | 15                |
| Sarah Fisher Racing                           | 67  | Graham Rahal        | 2–4               |
| Sarah Fisher Racing                           | 67  | Sarah Fisher        | 5–8, 14, 15, 17   |
| Richard Petty/Andretti Autosport              | 43  | John Andretti       | 5, 6              |
| Sam Schmidt Motorsports                       | 99  | Townsend Bell       | 6                 |
| Bryan Herta Autosport                         | 29  | Sebastian Saavedra  | 6                 |
| Rahal Letterman Racing                        | 30  | Graham Rahal        | 6                 |

1. ↑  In Zusammenarbeit mit AFS Racing.
2. ↑  Die ersten fünf Rennen trat das Team unter dem Namen Newman/Haas/Lanigan Racing an. Nachdem Teammitbesitzer Mike Lanigan das Team verlassen hatte, wurde das Team zurück in Newman/Haas Racing umbenannt.
3. 1 2  Ersatz am Bump-Day, nachdem Foyt kurzfristig verzichtet hat.
4. ↑  In Zusammenarbeit mit Petty Enterprises

## Rennkalender
Die IndyCar-Series-Saison 2010 umfasste 17 Rennen. Erstmals fanden IndyCar-Rennen auf dem Straßenkurs von São Paulo und auf dem Barber Motorsports Park in Birmingham statt. Acht Rennen wurden auf Ovalen, fünf auf Straßenkursen bzw. temporären Rennstrecken und vier auf Rennstrecken ausgetragen.
| Nr. | Datum         | Veranstaltung (Strecke)                                      | Distanz (Meilen) | Erster      | Zweiter     | Dritter     | Pole-Position | Schnellste Runde | Meiste Führungsrunden |
| --- | ------------- | ------------------------------------------------------------ | ---------------- | ----------- | ----------- | ----------- | ------------- | ---------------- | --------------------- |
| 1.  | 14. März      | São Paulo Indy 300 (São Paulo) (T)                           | 154,696          | Power       | Hunter-Reay | Meira       | Franchitti    | Power            | Franchitti            |
| 2.  | 29. März1     | Honda Grand Prix of St. Petersburg (Saint Petersburg) (T)    | 180              | Power       | Wilson      | Briscoe     | Power         | Viso             | Power                 |
| 3.  | 11. April     | Indy Grand Prix of Alabama (Birmingham) (P)                  | 214,2            | Castroneves | Dixon       | Franchitti  | Power         | Wilson           | M. Andretti           |
| 4.  | 18. April     | Toyota Grand Prix of Long Beach (Long Beach) (T)             | 167,28           | Hunter-Reay | Wilson      | Power       | Power         | Hunter-Reay      | Hunter-Reay           |
| 5.  | 1. Mai        | Road Runner Turbo Indy 300 (Kansas City) (O)                 | 304              | Dixon       | Franchitti  | Kanaan      | Briscoe       | Kanaan           | Dixon                 |
| 6.  | 30. Mai       | Indianapolis 500-Mile Race (Indianapolis) (O)                | 500              | Franchitti  | Wheldon     | M. Andretti | Castroneves   | Briscoe          | Franchitti            |
| 7.  | 5. Juni       | Firestone 550K (Fort Worth) (O)                              | 331,74           | Briscoe     | Patrick     | M. Andretti | Briscoe       | Hunter-Reay      | Briscoe               |
| 8.  | 20. Juni      | Iowa Corn Indy 250 (Newton) (O)                              | 223,5            | Kanaan      | Castroneves | Viso        | Power         | Franchitti       | Franchitti            |
| 9.  | 4. Juli       | Camping World Indy Grand Prix at the Glen (Watkins Glen) (P) | 202,2            | Power       | Briscoe     | Franchitti  | Power         | Power            | Power                 |
| 10. | 18. Juli      | Honda Indy Toronto (Toronto) (T)                             | 149,175          | Power       | Franchitti  | Hunter-Reay | Wilson        | Power            | Wilson                |
| 11. | 25. Juli      | Honda Indy Edmonton (Edmonton) (F)                           | 187,435          | Dixon       | Power       | Franchitti  | Power         | Dixon            | Power                 |
| 12. | 8. August     | Honda Indy 200 (Lexington) (P)                               | 191,93           | Franchitti  | Power       | Castroneves | Power         | Briscoe          | Tagliani              |
| 13. | 22. August    | Indy Grand Prix of Sonoma (Sonoma) (P)                       | 172,725          | Power       | Dixon       | Franchitti  | Power         | Hildebrand       | Power                 |
| 14. | 28. August    | PEAK Antifreeze & Motor Oil Indy 300 (Joliet) (O)            | 304              | Franchitti  | Wheldon     | M. Andretti | Briscoe       | Dixon            | Briscoe               |
| 15. | 4. September  | Kentucky Indy 300 (Sparta) (O)                               | 296              | Castroneves | Carpenter   | Wheldon     | Carpenter     | Hunter-Reay      | Wheldon               |
| 16. | 19. September | Indy Japan 300 (Motegi) (O)                                  | 304              | Castroneves | Franchitti  | Power       | Castroneves   | Castroneves      | Castroneves           |
| 17. | 2. Oktober    | Cafés do Brasil Indy 300 (Homestead) (O)                     | 297              | Dixon       | Patrick     | Kanaan      | Franchitti    | M. Andretti      | Franchitti            |

1 Das Rennen wurde wegen starken Regens auf den Montag verschoben.
- Erklärung: O: Ovalkurs, T: temporäre Rennstrecke (Stadtkurs), P: permanente Rennstrecke, F: Flugplatzkurs

## Rennberichte

### 1. Rennen: São Paulo Indy 300
| Pos. | Fahrer           | Team                   | Zeit         |
| ---- | ---------------- | ---------------------- | ------------ |
| 1    | Will Power       | Team Penske            | 2:00:57,7112 |
| 2    | Ryan Hunter-Reay | Andretti Autosport     | + 1,8581     |
| 3    | Vitor Meira      | A. J. Foyt Enterprises | + 9,7094     |

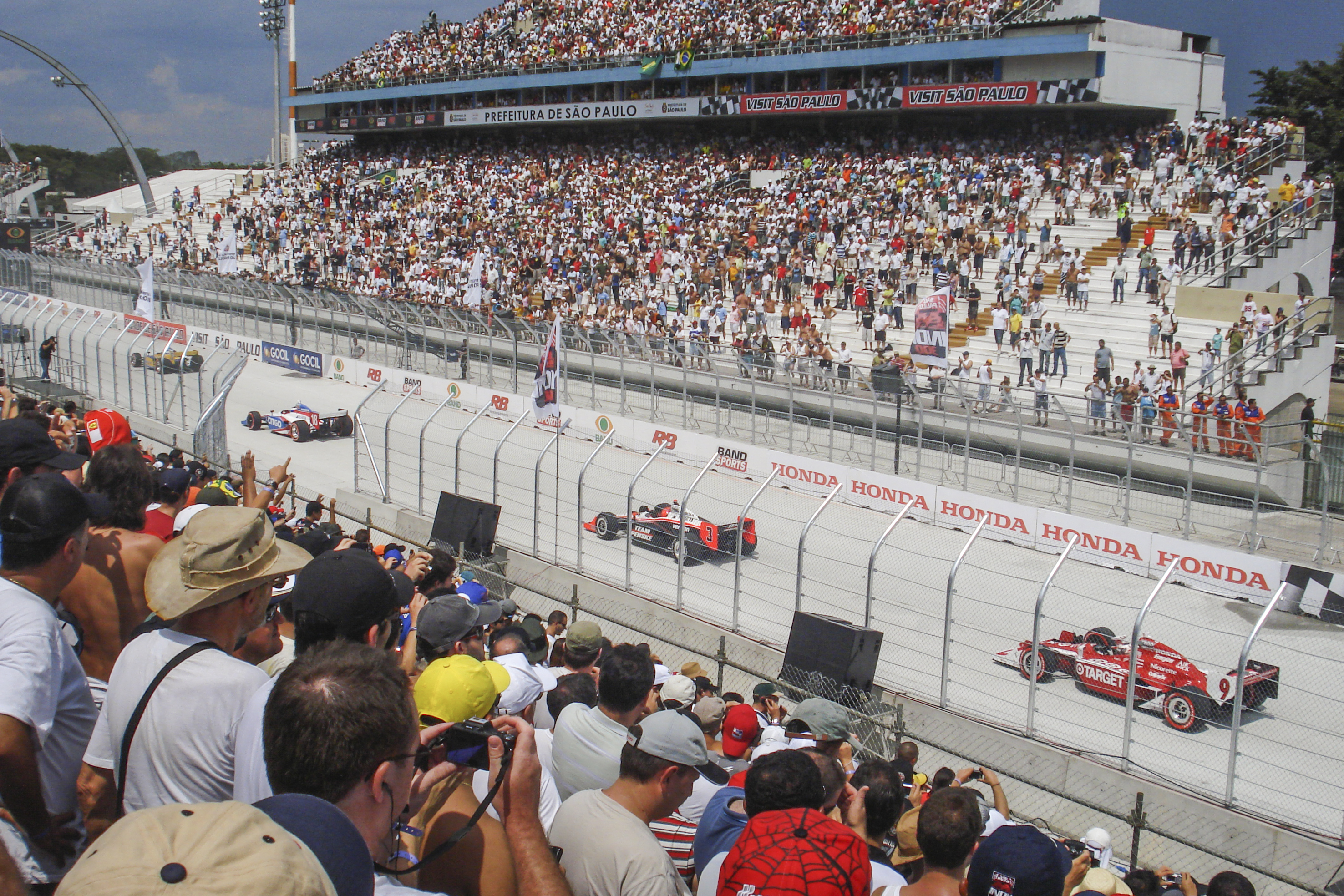

Das São Paulo Indy 300 in den Streets of São Paulo, São Paulo, Brasilien fand am 14. März 2010 statt und ging über eine Distanz von 61 Runden à 4,081 km, was einer Gesamtdistanz von 248,959 km entspricht. Ursprünglich war eine Distanz von 75 Runden geplant, allerdings wurde das Rennen wegen Regens nach zwei Stunden beendet.
Will Power entschied das Rennen, nachdem er zwei Runden vor Schluss Ryan Hunter-Reay überholt hatte, für sich. Hunter-Reay wurde vor Vitor Meira Zweiter.
| Pos. | Nr. | Fahrer              | Team                          | Runden | Zeit         | Start | Führungsrunden |
| ---- | --- | ------------------- | ----------------------------- | ------ | ------------ | ----- | -------------- |
| 01   | 12  | Will Power          | Team Penske                   | 61     | 2:00:57,7112 | 05    | 04             |
| 02   | 37  | Ryan Hunter-Reay    | Andretti Autosport            | 61     | + 1,8581     | 04    | 20             |
| 03   | 14  | Vitor Meira         | A. J. Foyt Enterprises        | 61     | + 9,7094     | 16    | 0              |
| 04   | 02  | Raphael Matos       | de Ferran Luczo Dragon Racing | 61     | + 10,4235    | 12    | 0              |
| 05   | 04  | Dan Wheldon         | Panther Racing                | 61     | + 10,8883    | 18    | 0              |
| 06   | 09  | Scott Dixon         | Target Chip Ganassi Racing    | 61     | + 11,3473    | 07    | 0              |
| 07   | 10  | Dario Franchitti    | Target Chip Ganassi Racing    | 61     | + 12,0579    | 01    | 29             |
| 08   | 24  | Mike Conway         | Dreyer & Reinbold Racing      | 61     | + 12,1654    | 19    | 0              |
| 09   | 03  | Hélio Castroneves   | Team Penske                   | 61     | + 12,7411    | 09    | 0              |
| 10   | 11  | Tony Kanaan         | Andretti Autosport            | 61     | + 13,4850    | 06    | 0              |
| 11   | 22  | Justin Wilson       | Dreyer & Reinbold Racing      | 61     | + 13,9193    | 03    | 0              |
| 12   | 08  | E.J. Viso           | KV Racing Technology          | 61     | + 16,9039    | 17    | 0              |
| 13   | 23  | Ana Beatriz         | Dreyer & Reinbold Racing      | 61     | + 19,6451    | 22    | 0              |
| 14   | 06  | Ryan Briscoe        | Team Penske                   | 61     | + 1:24,9191  | 08    | 04             |
| 15   | 07  | Danica Patrick      | Andretti Autosport            | 60     | + 1 Runde    | 13    | 0              |
| 16   | 78  | Simona de Silvestro | HVM Racing                    | 58     | + 3 Runden   | 11    | 04             |
| 17   | 34  | Mario Romancini     | Conquest Racing               | 46     | DNF          | 20    | 0              |
| 18   | 19  | Alex Lloyd          | Dale Coyne Racing             | 30     | DNF          | 15    | 0              |
| 19   | 77  | Alex Tagliani       | FAZZT Race Team               | 28     | DNF          | 02    | 0              |
| 20   | 06  | Hideki Mutoh        | Newman/Haas/Lanigan Racing    | 27     | DNF          | 24    | 0              |
| 21   | 18  | Milka Duno          | Dale Coyne Racing             | 20     | DNF          | 24    | 0              |
| 22   | 05  | Takuma Satō         | KV Racing Technology          | 0      | DNF          | 10    | 0              |
| 23   | 26  | Marco Andretti      | Andretti Autosport            | 0      | DNF          | 21    | 0              |
| 24   | 32  | Mario Moraes        | KV Racing Technology          | 0      | DNF          | 23    | 0              |

Quelle: Datenbank von indycar.com

### 2. Rennen: Honda Grand Prix of St. Petersburg
| Pos. | Fahrer        | Team                     | Zeit         |
| ---- | ------------- | ------------------------ | ------------ |
| 1    | Will Power    | Team Penske              | 2:07:05,7968 |
| 2    | Justin Wilson | Dreyer & Reinbold Racing | + 0,8244     |
| 3    | Ryan Briscoe  | Team Penske              | + 4,7290     |

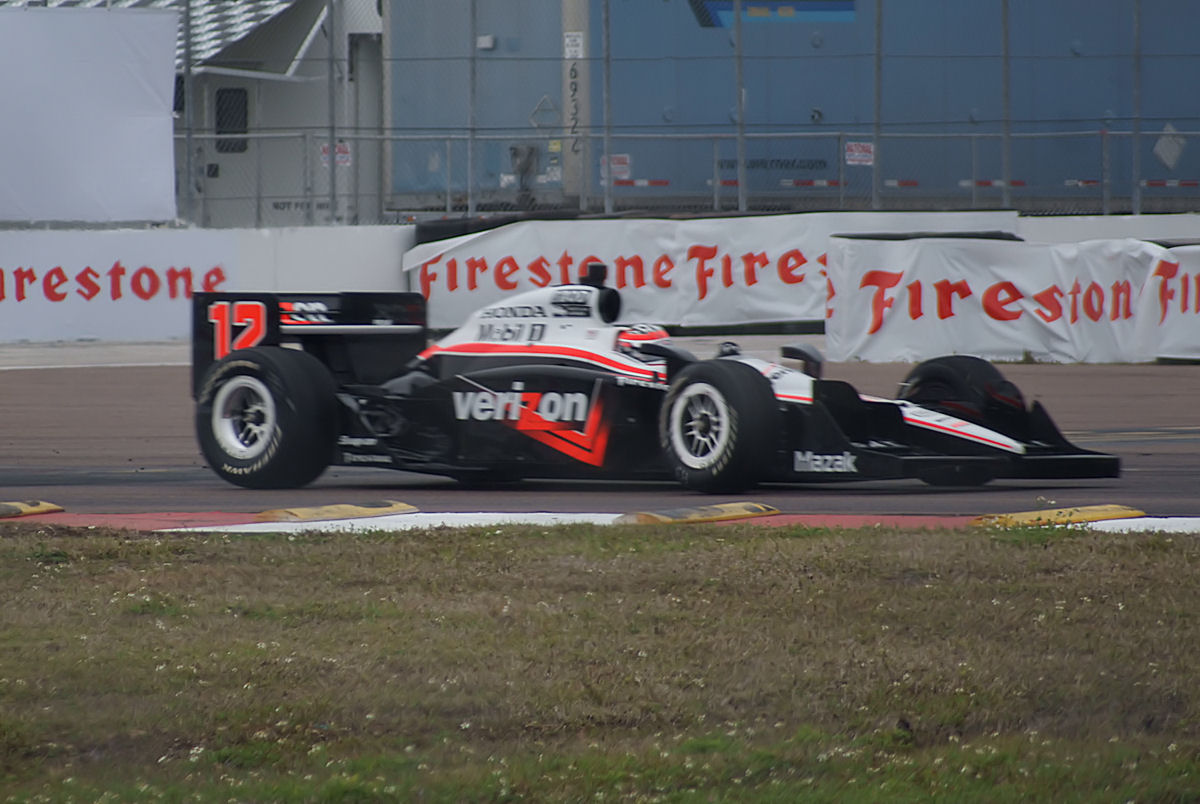
Sieger Will Power

Der Honda Grand Prix of St. Petersburg in den Streets of St. Petersburg, Saint Petersburg, Florida, Vereinigte Staaten fand am 29. März 2010 statt und ging über eine Distanz von 100 Runden à 2,897 km, was einer Gesamtdistanz von 289,682 km entspricht. Ursprünglich sollte das Rennen am 28. März 2010 stattfinden, es wurde jedoch wegen eines Gewitters auf den Montag verlegt.
Will Power gewann das zweite Rennen in Folge. Auf den Plätzen zwei und drei folgten Justin Wilson und Ryan Briscoe.
| Pos. | Nr. | Fahrer              | Team                          | Runden | Zeit         | Start | Führungsrunden |
| ---- | --- | ------------------- | ----------------------------- | ------ | ------------ | ----- | -------------- |
| 01   | 12  | Will Power          | Team Penske                   | 100    | 2:07:05,7968 | 01    | 50             |
| 02   | 22  | Justin Wilson       | Dreyer & Reinbold Racing      | 100    | + 0,8244     | 04    | 0              |
| 03   | 06  | Ryan Briscoe        | Team Penske                   | 100    | + 4,7290     | 19    | 09             |
| 04   | 03  | Hélio Castroneves   | Team Penske                   | 100    | + 5,1699     | 05    | 0              |
| 05   | 10  | Dario Franchitti    | Target Chip Ganassi Racing    | 100    | + 22,2172    | 13    | 03             |
| 06   | 77  | Alex Tagliani       | FAZZT Race Team               | 100    | + 29,3224    | 08    | 0              |
| 07   | 07  | Danica Patrick      | Andretti Autosport            | 100    | + 30,3360    | 21    | 0              |
| 08   | 02  | Raphael Matos       | de Ferran Luczo Dragon Racing | 100    | + 30,6695    | 23    | 03             |
| 09   | 67  | Graham Rahal        | Sarah Fisher Racing           | 100    | + 30,8426    | 16    | 0              |
| 10   | 11  | Tony Kanaan         | Andretti Autosport            | 100    | + 31,3508    | 02    | 0              |
| 11   | 37  | Ryan Hunter-Reay    | Andretti Autosport            | 100    | + 31,6286    | 07    | 0              |
| 12   | 26  | Marco Andretti      | Andretti Autosport            | 100    | + 32,1703    | 06    | 01             |
| 13   | 34  | Mario Romancini     | Conquest Racing               | 100    | + 39,8086    | 18    | 0              |
| 14   | 06  | Hideki Mutoh        | Newman/Haas/Lanigan Racing    | 100    | +39,9949     | 12    | 0              |
| 15   | 14  | Vitor Meira         | A. J. Foyt Enterprises        | 100    | + 56,0593    | 17    | 12             |
| 16   | 78  | Simona de Silvestro | HVM Racing                    | 099    | + 1 Runde    | 14    | 0              |
| 17   | 08  | E.J. Viso           | KV Racing Technology          | 097    | + 3 Runden   | 09    | 01             |
| 18   | 09  | Scott Dixon         | Target Chip Ganassi Racing    | 073    | DNF          | 03    | 21             |
| 19   | 24  | Mike Conway         | Dreyer & Reinbold Racing      | 064    | DNF          | 10    | 0              |
| 20   | 04  | Dan Wheldon         | Panther Racing                | 046    | DNF          | 15    | 0              |
| 21   | 32  | Mario Moraes        | KV Racing Technology          | 045    | DNF          | 20    | 0              |
| 22   | 05  | Takuma Satō         | KV Racing Technology          | 024    | DNF          | 11    | 0              |
| 23   | 19  | Alex Lloyd          | Dale Coyne Racing             | 014    | DNF          | 22    | 0              |
| 24   | 18  | Milka Duno          | Dale Coyne Racing             | 007    | DNF          | 24    | 0              |

Quelle: Datenbank von indycar.com

### 3. Rennen: Indy Grand Prix of Alabama
| Pos. | Fahrer            | Team                       | Zeit         |
| ---- | ----------------- | -------------------------- | ------------ |
| 1    | Hélio Castroneves | Team Penske                | 1:56:41,3928 |
| 2    | Scott Dixon       | Target Chip Ganassi Racing | + 0,5703     |
| 3    | Dario Franchitti  | Target Chip Ganassi Racing | + 8,1590     |

Der Indy Grand Prix of Alabama im Barber Motorsports Park, Birmingham, Alabama, Vereinigte Staaten fand am 11. April 2010 statt und ging über eine Distanz von 90 Runden à 3,701 km, was einer Gesamtdistanz von 333,134 km entspricht.
Hélio Castroneves gewann sein erstes Rennen in dieser Saison. Auf den Plätzen zwei und drei folgten Scott Dixon und Dario Franchitti. Marco Andretti führte das Rennen über weite Strecken an und musste sich am Ende wegen einer anderen Taktik mit dem fünften Platz zufriedengeben.
| Pos. | Nr. | Fahrer              | Team                          | Runden | Zeit         | Start | Führungsrunden |
| ---- | --- | ------------------- | ----------------------------- | ------ | ------------ | ----- | -------------- |
| 01   | 03  | Hélio Castroneves   | Team Penske                   | 90     | 1:56:41,3928 | 03    | 20             |
| 02   | 09  | Scott Dixon         | Target Chip Ganassi Racing    | 90     | + 0,5703     | 05    | 0              |
| 03   | 10  | Dario Franchitti    | Target Chip Ganassi Racing    | 90     | + 8,1590     | 07    | 0              |
| 04   | 12  | Will Power          | Team Penske                   | 90     | + 8,6639     | 01    | 12             |
| 05   | 26  | Marco Andretti      | Andretti Autosport            | 90     | + 9,7410     | 04    | 58             |
| 06   | 06  | Ryan Briscoe        | Team Penske                   | 90     | + 10,9611    | 09    | 0              |
| 07   | 22  | Justin Wilson       | Dreyer & Reinbold Racing      | 90     | + 11,5478    | 11    | 0              |
| 08   | 11  | Tony Kanaan         | Andretti Autosport            | 90     | + 12,8533    | 08    | 0              |
| 09   | 24  | Mike Conway         | Dreyer & Reinbold Racing      | 90     | + 13,3162    | 02    | 0              |
| 10   | 77  | Alex Tagliani       | FAZZT Race Team               | 90     | + 14,8450    | 21    | 0              |
| 11   | 04  | Dan Wheldon         | Panther Racing                | 90     | + 15,2007    | 23    | 0              |
| 12   | 37  | Ryan Hunter-Reay    | Andretti Autosport            | 90     | + 15,6727    | 14    | 0              |
| 13   | 32  | Mario Moraes        | KV Racing Technology          | 90     | + 16,7242    | 12    | 0              |
| 14   | 02  | Raphael Matos       | de Ferran Luczo Dragon Racing | 89     | + 1 Runde    | 18    | 0              |
| 15   | 06  | Hideki Mutoh        | Newman/Haas/Lanigan Racing    | 89     | + 1 Runde    | 17    | 0              |
| 16   | 08  | E.J. Viso           | KV Racing Technology          | 89     | + 1 Runde    | 10    | 0              |
| 17   | 67  | Graham Rahal        | Sarah Fisher Racing           | 89     | + 1 Runde    | 15    | 0              |
| 18   | 14  | Vitor Meira         | A. J. Foyt Enterprises        | 89     | + 1 Runde    | 20    | 0              |
| 19   | 07  | Danica Patrick      | Andretti Autosport            | 89     | + 1 Runde    | 19    | 0              |
| 20   | 36  | Bertrand Baguette   | Conquest Racing               | 89     | + 1 Runde    | 25    | 0              |
| 21   | 78  | Simona de Silvestro | HVM Racing                    | 89     | + 1 Runde    | 13    | 0              |
| 22   | 34  | Mario Romancini     | Conquest Racing               | 89     | + 1 Runde    | 22    | 0              |
| 23   | 19  | Alex Lloyd          | Dale Coyne Racing             | 89     | + 1 Runde    | 16    | 0              |
| 24   | 18  | Milka Duno          | Dale Coyne Racing             | 86     | + 3 Runden   | 24    | 0              |
| 25   | 05  | Takuma Satō         | KV Racing Technology          | 68     | + 22 Runden  | 06    | 0              |

Quelle: Datenbank von indycar.com

### 4. Rennen: Toyota Grand Prix of Long Beach
| Pos. | Fahrer           | Team                     | Zeit         |
| ---- | ---------------- | ------------------------ | ------------ |
| 1    | Ryan Hunter-Reay | Andretti Autosport       | 1:47:12,5404 |
| 2    | Justin Wilson    | Dreyer & Reinbold Racing | + 5,6031     |
| 3    | Will Power       | Team Penske              | + 8,5864     |

Der Toyota Grand Prix of Long Beach in den Streets of Long Beach, Long Beach, Kalifornien, Vereinigte Staaten fand am 18. April 2010 statt und ging über eine Distanz von 85 Runden à 3,167 km, was einer Gesamtdistanz von 269,211 km entspricht.
Ryan Hunter-Reay gewann das Rennen vor Justin Wilson und Will Power.
| Pos. | Nr. | Fahrer              | Team                          | Runden | Zeit         | Start | Führungsrunden |
| ---- | --- | ------------------- | ----------------------------- | ------ | ------------ | ----- | -------------- |
| 01   | 37  | Ryan Hunter-Reay    | Andretti Autosport            | 85     | 1:47:12,5404 | 02    | 64             |
| 02   | 22  | Justin Wilson       | Dreyer & Reinbold Racing      | 85     | + 5,6031     | 03    | 0              |
| 03   | 12  | Will Power          | Team Penske                   | 85     | + 8,5864     | 01    | 19             |
| 04   | 09  | Scott Dixon         | Target Chip Ganassi Racing    | 85     | + 10,6287    | 08    | 02             |
| 05   | 11  | Tony Kanaan         | Andretti Autosport            | 85     | + 11,7732    | 06    | 0              |
| 06   | 32  | Mario Moraes        | KV Racing Technology          | 85     | + 16,5171    | 15    | 0              |
| 07   | 03  | Hélio Castroneves   | Team Penske                   | 85     | + 16,8928    | 04    | 0              |
| 08   | 06  | Ryan Briscoe        | Team Penske                   | 85     | + 18,2214    | 05    | 0              |
| 09   | 04  | Dan Wheldon         | Panther Racing                | 85     | + 19,4575    | 10    | 0              |
| 10   | 24  | Mike Conway         | Dreyer & Reinbold Racing      | 85     | + 19,9307    | 16    | 0              |
| 11   | 14  | Vitor Meira         | A. J. Foyt Enterprises        | 85     | + 27,4005    | 14    | 0              |
| 12   | 10  | Dario Franchitti    | Target Chip Ganassi Racing    | 85     | + 28,1352    | 12    | 0              |
| 13   | 06  | Hideki Mutoh        | Newman/Haas/Lanigan Racing    | 85     | + 28,6037    | 11    | 0              |
| 14   | 26  | Marco Andretti      | Andretti Autosport            | 85     | + 30,0120    | 09    | 0              |
| 15   | 08  | E.J. Viso           | KV Racing Technology          | 85     | + 31,6182    | 17    | 0              |
| 16   | 07  | Danica Patrick      | Andretti Autosport            | 85     | + 32,1804    | 20    | 0              |
| 17   | 78  | Simona de Silvestro | HVM Racing                    | 85     | + 33,1652    | 13    | 0              |
| 18   | 05  | Takuma Satō         | KV Racing Technology          | 84     | + 1 Runde    | 19    | 0              |
| 19   | 19  | Alex Lloyd          | Dale Coyne Racing             | 84     | + 1 Runde    | 21    | 0              |
| 20   | 02  | Raphael Matos       | de Ferran Luczo Dragon Racing | 84     | + 1 Runde    | 18    | 0              |
| 21   | 77  | Alex Tagliani       | FAZZT Race Team               | 65     | DNF          | 07    | 0              |
| 22   | 67  | Graham Rahal        | Sarah Fisher Racing           | 58     | DNF          | 22    | 0              |
| 23   | 34  | Mario Romancini     | Conquest Racing               | 58     | DNF          | 23    | 0              |
| 24   | 36  | Bertrand Baguette   | Conquest Racing               | 45     | DNF          | 24    | 0              |
| 25   | 18  | Milka Duno          | Dale Coyne Racing             | 10     | DNF          | 25    | 0              |

Quelle: Datenbank von indycar.com

### 5. Rennen: RoadRunner Turbo Indy 300
| Pos. | Fahrer           | Team                       | Zeit         |
| ---- | ---------------- | -------------------------- | ------------ |
| 1    | Scott Dixon      | Target Chip Ganassi Racing | 1:50:43,1410 |
| 2    | Dario Franchitti | Target Chip Ganassi Racing | + 3,0528     |
| 3    | Tony Kanaan      | Andretti Autosport         | + 3,2210     |

Das RoadRunner Turbo Indy 300 auf dem Kansas Speedway, Kansas City, Kansas, Vereinigte Staaten fand am 1. Mai 2010 statt und ging über eine Distanz von 200 Runden à 2,446 km, was einer Gesamtdistanz von 489,241 km entspricht.
Scott Dixon gewann das erste Ovalrennen der Saison vor seinem Teamkollegen Dario Franchitti und Tony Kanaan.
| Pos. | Nr. | Fahrer              | Team                          | Runden | Zeit         | Start | Führungsrunden |
| ---- | --- | ------------------- | ----------------------------- | ------ | ------------ | ----- | -------------- |
| 01   | 09  | Scott Dixon         | Target Chip Ganassi Racing    | 200    | 1:50:43,1410 | 02    | 167            |
| 02   | 10  | Dario Franchitti    | Target Chip Ganassi Racing    | 200    | + 3,0528     | 03    | 002            |
| 03   | 11  | Tony Kanaan         | Andretti Autosport            | 200    | + 3,2210     | 15    | 000            |
| 04   | 03  | Hélio Castroneves   | Team Penske                   | 200    | + 3,8300     | 08    | 000            |
| 05   | 37  | Ryan Hunter-Reay    | Andretti Autosport            | 200    | + 6,1133     | 22    | 000            |
| 06   | 06  | Ryan Briscoe        | Team Penske                   | 200    | + 6,7951     | 01    | 031            |
| 07   | 32  | Mario Moraes        | KV Racing Technology          | 199    | + 1 Runde    | 12    | 000            |
| 08   | 77  | Alex Tagliani       | FAZZT Race Team               | 199    | + 1 Runde    | 05    | 000            |
| 09   | 43  | John Andretti       | Andretti Autosport            | 199    | + 1 Runde    | 17    | 000            |
| 10   | 14  | Vitor Meira         | A. J. Foyt Enterprises        | 199    | + 1 Runde    | 06    | 000            |
| 11   | 07  | Danica Patrick      | Andretti Autosport            | 198    | + 2 Runden   | 09    | 000            |
| 12   | 12  | Will Power          | Team Penske                   | 198    | + 2 Runden   | 07    | 000            |
| 13   | 26  | Marco Andretti      | Andretti Autosport            | 198    | + 2 Runden   | 26    | 000            |
| 14   | 24  | Mike Conway         | Dreyer & Reinbold Racing      | 198    | + 2 Runden   | 10    | 000            |
| 15   | 04  | Dan Wheldon         | Panther Racing                | 198    | + 2 Runden   | 25    | 000            |
| 16   | 02  | Raphael Matos       | de Ferran Luczo Dragon Racing | 198    | + 2 Runden   | 13    | 000            |
| 17   | 67  | Sarah Fisher        | Sarah Fisher Racing           | 198    | + 2 Runden   | 14    | 000            |
| 18   | 22  | Justin Wilson       | Dreyer & Reinbold Racing      | 197    | + 3 Runden   | 20    | 000            |
| 19   | 19  | Alex Lloyd          | Dale Coyne Racing             | 197    | + 3 Runden   | 23    | 000            |
| 20   | 36  | Bertrand Baguette   | Conquest Racing               | 197    | + 3 Runden   | 19    | 000            |
| 21   | 78  | Simona de Silvestro | HVM Racing                    | 197    | + 3 Runden   | 18    | 000            |
| 22   | 34  | Mario Romancini     | Conquest Racing               | 196    | + 4 Runden   | 27    | 000            |
| 23   | 06  | Hideki Mutoh        | Newman/Haas/Lanigan Racing    | 186    | DNF          | 04    | 000            |
| 24   | 05  | Takuma Satō         | KV Racing Technology          | 186    | DNF          | 11    | 000            |
| 25   | 66  | Jay Howard          | Sarah Fisher Racing           | 172    | DNF          | 21    | 000            |
| 26   | 18  | Milka Duno          | Dale Coyne Racing             | 084    | DNF          | 24    | 000            |
| 27   | 08  | E.J. Viso           | KV Racing Technology          | 071    | DNF          | 71    | 000            |

Quelle: Datenbank von indycar.com

### 6. Rennen: 94. Indianapolis 500

#### Qualifying
Die Qualifikation zum 94. Indianapolis 500 war mit 37 Qualifikanten so spannend wie seit vielen Jahren nicht mehr. Der Modus war dazu geändert worden: Die Plätze wurden nun an zwei statt bisher vier Tagen ausgefahren. Entscheidend für die Qualifikation sollte die Regelung werden, dass die zuletzt gefahrene Zeit zählte, da eine vorherige vor einem erneuten Versuch gestrichen wurde.
Am ersten Tag wurden die ersten 24 Startplätze vergeben. Hierbei blieben Überraschungen weitgehend aus, außer dass sich Tony Kanaan (#11) durch einen Unfall nicht qualifizieren konnte. Die schnellsten neun Piloten fuhren die eigentlichen Startplätze in einer weiteren Qualifikationssitzung am Abend aus, wobei Hélio Castroneves (#3), der bei diesem Rennen die Chance zu seinem vierten Indianapolis 500 Sieg hatte, mit fast 367 km/h eine Durchschnittsgeschwindigkeit erreichte, wie sie seit Einführung des Ethanol-Kraftstoffes noch nicht erreicht worden war. Am Ende standen auf drei der ersten vier Startplätze Fahrer des Team Penske, das somit als klarer Favorit galt. Demgegenüber war das zuvor ebenfalls als Mitfavorit gehandelte Team Andretti Autosport, deren bestes von fünf Autos auf Rang 16 lag und zwei Autos gar nicht qualifiziert waren, in keiner guten Position.
Für besondere Dramatik sorgte am zweiten Tag erneut Tony Kanaan, der am Morgen einen weiteren Unfall baute und so bis eine Stunde vor Ende nicht qualifiziert war. Zu diesem Zeitpunkt war der Neuling Sebastian Saavedra (#29) 33., der zudem ebenfalls einen Unfall gebaut hatte und sich so, wäre jemand schneller gewesen, nicht mehr hätte wehren können.
Nun gelang es zunächst Kanaan, sich zu qualifizieren. Damit wäre Saavedra draußen gewesen und Mario Romancini (#34) war Letzter. Selbiger zog seine bisherige Zeit zurück und ersetzte diese durch eine wesentlich schnellere. Letzter war nun Jay Howard (#66), der dann auch durch Takuma Satō (#5) verdrängt wurde. Nun war Paul Tracy (#15) Letzter. Ein Risiko für den Kanadier war, dass Howard und auch Jaques Lazier (#41) zu schnelleren Zeiten in der Lage gewesen wären. Für einen erneuten Versuch nach diesen beiden hätte die Zeit gefehlt, also versuchte er es erneut. Ein fataler Fehler, denn die neue Zeit war bei weitem nicht schnell genug. Tracy war nun draußen und Howard war in der gleichen Situation wie der Kanadier zuvor. Hinter ihm in der Reihe warteten Lazier und inzwischen wieder Tracy. Auch Howard zog seine Zeit zurück, womit der eigentlich schon lange vergessene Sebastian Saavedra der Pilot mit der zu schlagenden Zeit war – eine Zeit, die Howard nicht unterbieten konnte. Somit war Saavedra qualifiziert, obwohl er von den Zeiten her nur den 35. Platz belegt hatte.

#### Rennen
| Pos. | Fahrer           | Team                       | Zeit         |
| ---- | ---------------- | -------------------------- | ------------ |
| 1    | Dario Franchitti | Target Chip Ganassi Racing | 3:05:37,0131 |
| 2    | Dan Wheldon      | Panther Racing             | + 0,1536     |
| 3    | Marco Andretti   | Andretti Autosport         | + 20,9875    |

Das 94. Indianapolis 500 auf dem Indianapolis Motor Speedway, Indianapolis, Indiana, Vereinigte Staaten fand am 30. Mai 2010 statt und ging über eine Distanz von 200 Runden à 4,023 km, was einer Gesamtdistanz von 804,672 km entspricht.
Bereits unmittelbar nach dem Start hatte Dario Franchitti (#10) die Führung übernommen, die er auch über lange Zeit nicht abgab. Kanaan, der nun nach einigen Änderungen am Auto sogar vom 33. Startplatz gestartet war, arbeitete sich systematisch nach vorne und sollte im späteren Rennverlauf sogar für einige Runden die Führung übernehmen. Nach einem Unfall von Ryan Briscoe (#6) etwa 50 Runden vor Schluss wandelte sich das Rennen zu einem Benzin-Poker. Mike Conway (#24), Justin Wilson (#22), Vorjahressieger Castroneves und Graham Rahal (#30) waren bereits zu diesem Zeitpunkt zu einem Boxenstopp gekommen, der jedoch nicht bis zum Ende reichen würde, wenn das Rennen ohne weitere Unterbrechung zu Ende gehen wurde. Saveedra sorgte dann einige Runden später für eine weitere Unterbrechung. Diesmal fuhren bis auf die vier damit in Führung liegenden alle an die Box – auch dieser Stopp würde jedoch nur sehr knapp bis zum Ziel reichen. Zum Ende galt also, dass der Pilot, der am längsten durchhält, gewinnt. Als Erster musste etwa 20 Runden vor Schluss Conway aufgeben und nachtanken. Einige Runden später ereilte das gleiche Schicksal auch den Rest der vier mutigen Piloten, die nun jedoch um Rang 15 herum lagen und in Ruhe zusehen konnten, wie sie wieder nach vorne gespült wurden, da nach und nach weitere Autos zum Nachtanken abbiegen mussten.
Nun kam es jedoch zu einem Unfall zwischen Conway und Ryan Hunter-Reay (#37). Conway, der kein Benzin sparen musste, wollte unten an Hunter-Reay vorbeigehen, dabei verhakten sich die Räder beider Autos und der Wagen von Conway wurde mit hoher Geschwindigkeit in die Fangzäune geschleudert, wobei das Auto zwischen der Fahrgastzelle und den Motorblock in zwei Teile zerbrach. Hierdurch wurde das Rennen neutralisiert und es galt nur noch auszurollen, was die Fahrer offenbar mir sehr unterschiedlicher Geschwindigkeit taten, wodurch die Reihenfolge des Zieleinlaufs nicht komplett dem Endergebnis, welches den Stand unmittelbar nach dem Unfall entsprach. Conway zog sich bei dem Unfall einen Beinbruch und einen Kompressionsbruch am Brustwirbel zu, durch die er für den Rest der Saison ausfallen wird. Hunter-Reay zog sich bereits vorher eine leichte Handverletzung zu.
Dario Franchitti gewann das Rennen vor Dan Wheldon (#4). Der dritte Platz hing an Marco Andretti (#26), der als Sechster ins Ziel kam, jedoch in der Gelbphase von einigen Autos überholt wurde. Der als Dritte ins Ziel gekommene Alex Lloyd (#19) war somit Vierter. Als Folge dieser Vergehen kam es zu einigen Verschiebungen im Endergebnis.
Bei den Topteams drehte sich der Frust der Qualifikation nun um: Während das in der Qualifikation dominante Team Penske durch Pannen bei allen drei Autos die Plätze acht und neun sowie einen Ausfall zu verbuchen hatte, hatte man bei Andretti Autosport die drei verbliebenen Autos auf den Plätzen drei, sieben und elf – eine Verbesserung um im Schnitt etwa 15 Positionen.
| Pos. | Nr. | Fahrer              | Team                          | Runden | Zeit         | Start | Führungsrunden |
| ---- | --- | ------------------- | ----------------------------- | ------ | ------------ | ----- | -------------- |
| 01   | 10  | Dario Franchitti    | Target Chip Ganassi Racing    | 200    | 3:05:37,0131 | 03    | 155            |
| 02   | 04  | Dan Wheldon         | Panther Racing                | 200    | + 0,1536     | 18    | 000            |
| 03   | 26  | Marco Andretti      | Andretti Autosport            | 200    | + 20,9875    | 16    | 001            |
| 04   | 19  | Alex Lloyd          | Dale Coyne Racing             | 200    | + 20,9876    | 26    | 000            |
| 05   | 09  | Scott Dixon         | Target Chip Ganassi Racing    | 200    | + 21,4922    | 06    | 000            |
| 06   | 07  | Danica Patrick      | Andretti Autosport            | 200    | + 21,756     | 23    | 000            |
| 07   | 22  | Justin Wilson       | Dreyer & Reinbold Racing      | 200    | + 25,9761    | 11    | 011            |
| 08   | 12  | Will Power          | Team Penske                   | 200    | + 30,2474    | 02    | 005            |
| 09   | 03  | Hélio Castroneves   | Team Penske                   | 200    | + 33,0137    | 01    | 003            |
| 10   | 77  | Alex Tagliani       | FAZZT Race Team               | 200    | + 34,2482    | 05    | 000            |
| 11   | 11  | Tony Kanaan         | Andretti Autosport            | 200    | + 59,5957    | 33    | 000            |
| 12   | 30  | Graham Rahal        | Rahal Letterman Racing        | 200    | + 59,9739    | 07    | 000            |
| 13   | 34  | Mario Romancini     | Conquest Racing               | 200    | + 1:01,6744  | 27    | 000            |
| 14   | 78  | Simona de Silvestro | HVM Racing                    | 200    | + 1:01,6745  | 22    | 000            |
| 15   | 23  | Tomas Scheckter     | Dreyer & Reinbold Racing      | 199    | + 1 Runde    | 20    | 005            |
| 16   | 99  | Townsend Bell       | Sam Schmidt Motorsports       | 199    | + 1 Runde    | 10    | 000            |
| 17   | 20  | Ed Carpenter        | Panther Racing                | 199    | + 1 Runde    | 08    | 000            |
| 18   | 37  | Ryan Hunter-Reay    | Andretti Autosport            | 198    | DNF          | 17    | 000            |
| 19   | 24  | Mike Conway         | Dreyer & Reinbold Racing      | 198    | DNF          | 15    | 015            |
| 20   | 05  | Takuma Satō         | KV Racing Technology          | 198    | + 2 Runden   | 31    | 000            |
| 21   | 25  | Ana Beatriz         | Dreyer & Reinbold Racing      | 196    | DNF          | 21    | 000            |
| 22   | 36  | Bertrand Baguette   | Conquest Racing               | 183    | + 17 Runden  | 24    | 000            |
| 23   | 36  | Sebastian Saavedra  | Bryan Herta Autosport         | 159    | DNF          | 32    | 000            |
| 24   | 06  | Ryan Briscoe        | Team Penske                   | 147    | DNF          | 04    | 005            |
| 25   | 08  | E.J. Viso           | KV Racing Technology          | 139    | DNF          | 19    | 000            |
| 26   | 67  | Sarah Fisher        | Sarah Fisher Racing           | 125    | DNF          | 29    | 000            |
| 27   | 14  | Vitor Meira         | A. J. Foyt Enterprises        | 105    | DNF          | 30    | 000            |
| 28   | 06  | Hideki Mutoh        | Newman/Haas Racing            | 076    | DNF          | 09    | 000            |
| 29   | 02  | Raphael Matos       | de Ferran Luczo Dragon Racing | 072    | DNF          | 12    | 000            |
| 30   | 43  | John Andretti       | Andretti Autosport            | 062    | DNF          | 28    | 000            |
| 31   | 32  | Mario Moraes        | KV Racing Technology          | 017    | DNF          | 13    | 000            |
| 32   | 33  | Bruno Junqueira     | FAZZT Race Team               | 007    | DNF          | 25    | 000            |
| 33   | 21  | Davey Hamilton      | de Ferran Luczo Dragon Racing | 000    | DNF          | 14    | 000            |

Quelle: Datenbank von indycar.com

### 7. Rennen: Firestone 550
| Pos. | Fahrer         | Team               | Zeit         |
| ---- | -------------- | ------------------ | ------------ |
| 1    | Ryan Briscoe   | Team Penske        | 2:04:47,1555 |
| 2    | Danica Patrick | Andretti Autosport | + 1,4629     |
| 3    | Marco Andretti | Andretti Autosport | + 2,3162     |

Das Firestone 550 auf dem Texas Motor Speedway, Fort Worth, Texas, Vereinigte Staaten fand am 5. Juni 2010 statt und ging über eine Distanz von 228 Runden à 2,400 km, was einer Gesamtdistanz von 547,200 km entspricht.
Penske-Pilot Ryan Briscoe gewann das Rennen von der Pole-Position startend vor den beiden Andretti-Piloten Danica Patrick und Marco Andretti. Der beim Indy 500 verletzte Mike Conway wurde durch Tomas Scheckter ersetzt, der schon dort ein weiteres Auto für Dreyer & Reinbold Racing gefahren hatte. Für einen Aufreger in und auch nach dem Rennen sorgte ein Feuerunfall von Simona de Silvestro mit einer pannenreichen Bergung.
| Pos. | Nr. | Fahrer              | Team                          | Runden | Zeit         | Start | Führungsrunden |
| ---- | --- | ------------------- | ----------------------------- | ------ | ------------ | ----- | -------------- |
| 01   | 06  | Ryan Briscoe        | Team Penske                   | 228    | 2:04:47,1555 | 01    | 102            |
| 02   | 07  | Danica Patrick      | Andretti Autosport            | 228    | + 1,4629     | 08    | 001            |
| 03   | 26  | Marco Andretti      | Andretti Autosport            | 228    | + 2,3162     | 10    | 000            |
| 04   | 09  | Scott Dixon         | Target Chip Ganassi Racing    | 228    | + 3,0770     | 04    | 000            |
| 05   | 10  | Dario Franchitti    | Target Chip Ganassi Racing    | 228    | + 7,5882     | 02    | 086            |
| 06   | 11  | Tony Kanaan         | Andretti Autosport            | 228    | + 8,0664     | 13    | 000            |
| 07   | 37  | Ryan Hunter-Reay    | Andretti Autosport            | 228    | + 13,9390    | 24    | 000            |
| 08   | 19  | Alex Lloyd          | Dale Coyne Racing             | 228    | + 14,3084    | 06    | 000            |
| 09   | 04  | Dan Wheldon         | Panther Racing                | 228    | + 15,0859    | 15    | 001            |
| 10   | 14  | Vitor Meira         | A. J. Foyt Enterprises        | 228    | + 15,8250    | 19    | 000            |
| 11   | 08  | E.J. Viso           | KV Racing Technology          | 228    | + 18,8687    | 14    | 000            |
| 12   | 06  | Hideki Mutoh        | Newman/Haas Racing            | 228    | + 23,0449    | 07    | 001            |
| 13   | 24  | Tomas Scheckter     | Dreyer & Reinbold Racing      | 227    | + 1 Runde    | 18    | 000            |
| 14   | 12  | Will Power          | Team Penske                   | 227    | + 1 Runde    | 03    | 004            |
| 15   | 67  | Sarah Fisher        | Sarah Fisher Racing           | 227    | + 1 Runde    | 16    | 000            |
| 16   | 02  | Raphael Matos       | de Ferran Luczo Dragon Racing | 226    | + 2 Runden   | 23    | 000            |
| 17   | 34  | Mario Romancini     | Conquest Racing               | 226    | + 2 Runden   | 25    | 000            |
| 18   | 77  | Alex Tagliani       | FAZZT Race Team               | 225    | + 3 Runden   | 20    | 033            |
| 19   | 22  | Justin Wilson       | Dreyer & Reinbold Racing      | 225    | + 3 Runden   | 12    | 000            |
| 20   | 03  | Hélio Castroneves   | Team Penske                   | 129    | DNF          | 05    | 000            |
| 21   | 32  | Mario Moraes        | KV Racing Technology          | 129    | DNF          | 09    | 000            |
| 22   | 36  | Bertrand Baguette   | Conquest Racing               | 129    | DNF          | 22    | 000            |
| 23   | 18  | Milka Duno          | Dale Coyne Racing             | 116    | DNF          | 17    | 000            |
| 24   | 78  | Simona de Silvestro | HVM Racing                    | 097    | DNF          | 26    | 000            |
| 25   | 05  | Takuma Satō         | KV Racing Technology          | 056    | DNF          | 11    | 000            |
| 26   | 66  | Jay Howard          | Sarah Fisher Racing           | 037    | DNF          | 21    | 000            |

Quelle: Datenbank von indycar.com

### 8. Rennen: Iowa Corn Indy 250
| Pos. | Fahrer            | Team                 | Zeit         |
| ---- | ----------------- | -------------------- | ------------ |
| 1    | Tony Kanaan       | Andretti Autosport   | 1:42:12,4036 |
| 2    | Hélio Castroneves | Team Penske          | + 4,2030     |
| 3    | E.J. Viso         | KV Racing Technology | + 5,2538     |

Das Iowa Corn Indy 250 auf dem Iowa Speedway, Newton, Iowa, Vereinigte Staaten fand am 20. Juni 2010 statt und ging über eine Distanz von 250 Runden à 1,408 km, was einer Gesamtdistanz von 352,044 km entspricht. Für Dreyer & Reinbold Racing war diesmals Graham Rahal der Conway-Ersatz, der damit schon für das dritte Team in dieser Saison startete.
| Pos. | Nr. | Fahrer              | Team                          | Runden | Zeit         | Start | Führungsrunden |
| ---- | --- | ------------------- | ----------------------------- | ------ | ------------ | ----- | -------------- |
| 01   | 11  | Tony Kanaan         | Andretti Autosport            | 250    | 1:42:12,4036 | 15    | 62             |
| 02   | 03  | Hélio Castroneves   | Team Penske                   | 250    | + 4,2030     | 04    | 43             |
| 03   | 08  | E.J. Viso           | KV Racing Technology          | 250    | + 5,2538     | 19    | 0              |
| 04   | 06  | Ryan Briscoe        | Team Penske                   | 250    | + 9,0536     | 08    | 0              |
| 05   | 12  | Will Power          | Team Penske                   | 250    | + 9,5902     | 01    | 32             |
| 06   | 09  | Scott Dixon         | Target Chip Ganassi Racing    | 250    | + 15,2683    | 02    | 21             |
| 07   | 14  | Vitor Meira         | A. J. Foyt Enterprises        | 250    | + 16,8703    | 13    | 0              |
| 08   | 37  | Ryan Hunter-Reay    | Andretti Autosport            | 249    | + 1 Runde    | 12    | 0              |
| 09   | 24  | Graham Rahal        | Dreyer & Reinbold Racing      | 249    | + 1 Runde    | 17    | 11             |
| 10   | 07  | Danica Patrick      | Andretti Autosport            | 249    | + 1 Runde    | 09    | 0              |
| 11   | 04  | Dan Wheldon         | Panther Racing                | 249    | + 1 Runde    | 10    | 0              |
| 12   | 77  | Alex Tagliani       | FAZZT Race Team               | 248    | + 2 Runden   | 06    | 0              |
| 13   | 19  | Alex Lloyd          | Dale Coyne Racing             | 248    | + 2 Runden   | 14    | 0              |
| 14   | 02  | Raphael Matos       | de Ferran Luczo Dragon Racing | 247    | + 3 Runden   | 21    | 0              |
| 15   | 26  | Marco Andretti      | Andretti Autosport            | 244    | + 6 Runden   | 03    | 12             |
| 16   | 34  | Mario Romancini     | Conquest Racing               | 244    | + 6 Runden   | 23    | 0              |
| 17   | 36  | Bertrand Baguette   | Conquest Racing               | 237    | + 13 Runden  | 22    | 0              |
| 18   | 10  | Dario Franchitti    | Target Chip Ganassi Racing    | 212    | DNF          | 05    | 69             |
| 19   | 05  | Takuma Satō         | KV Racing Technology          | 177    | DNF          | 07    | 0              |
| 20   | 06  | Hideki Mutoh        | Newman/Haas Racing            | 131    | DNF          | 24    | 0              |
| 21   | 78  | Simona de Silvestro | HVM Racing                    | 128    | DNF          | 20    | 0              |
| 22   | 67  | Sarah Fisher        | Sarah Fisher Racing           | 092    | DNF          | 18    | 0              |
| 23   | 18  | Milka Duno          | Dale Coyne Racing             | 031    | DNF          | 25    | 0              |
| 24   | 22  | Justin Wilson       | Dreyer & Reinbold Racing      | 000    | DNF          | 11    | 0              |
| 25   | 32  | Mario Moraes        | KV Racing Technology          | 000    | DNF          | 16    | 0              |

Quelle: Datenbank von indycar.com

### 9. Rennen: Camping World Grand Prix at The Glen
| Pos. | Fahrer           | Team                       | Zeit         |
| ---- | ---------------- | -------------------------- | ------------ |
| 1    | Will Power       | Team Penske                | 1:40:27,4391 |
| 2    | Ryan Briscoe     | Team Penske                | + 1,2181     |
| 3    | Dario Franchitti | Target Chip Ganassi Racing | + 2,6754     |

Der Camping World Grand Prix at The Glen auf der Watkins Glen International, Watkins Glen, New York, Vereinigte Staaten fand am 4. Juli 2010 statt und ging über eine Distanz von 60 Runden à 5,423 km, was einer Gesamtdistanz von 325,409 km entspricht.
Bei dem Rennen war Paul Tracy zum ersten Mal in dieser Saison für Dreyer & Reinbold Racing am Start und damit bereits der dritte Ersatzfahrer für den verletzten Mike Conway. In einem gemeinsam von Andretti Autosport und dem Indy-Lights-Team AFS eingesetzten Auto mit der Nummer 27 gab zudem Adam Carroll sein Debüt.
Das Rennen wurde vom Start weg von den drei Autos des Team Penske dominiert, die schon in der Qualifikation die ersten drei Plätze belegten. Einzig die Ganassi-Autos sowie zunächst Vorjahressieger Justin Wilson konnten folgen. Nachdem durch eine Kollision zu Rennmitte Hélio Castroneves und Scott Dixon hoffnungslos zurückgefallen waren, waren die ersten Plätze praktisch bezogen, wobei es noch zwei Wechsel zwischen den verbliebenen Penske-Autos gab.
| Pos. | Nr. | Fahrer              | Team                          | Runden | Zeit         | Start | Führungsrunden |
| ---- | --- | ------------------- | ----------------------------- | ------ | ------------ | ----- | -------------- |
| 01   | 12  | Will Power          | Team Penske                   | 60     | 1:40:27,4391 | 01    | 45             |
| 02   | 06  | Ryan Briscoe        | Team Penske                   | 60     | + 1,2181     | 03    | 04             |
| 03   | 10  | Dario Franchitti    | Target Chip Ganassi Racing    | 60     | + 2,6754     | 04    | 01             |
| 04   | 02  | Raphael Matos       | de Ferran Luczo Dragon Racing | 60     | + 8,0208     | 11    | 0              |
| 05   | 32  | Mario Moraes        | KV Racing Technology          | 60     | + 9,3229     | 09    | 0              |
| 06   | 04  | Dan Wheldon         | Panther Racing                | 60     | + 9,7523     | 20    | 0              |
| 07   | 37  | Ryan Hunter-Reay    | Andretti Autosport            | 60     | + 10,5003    | 16    | 0              |
| 08   | 09  | Scott Dixon         | Target Chip Ganassi Racing    | 60     | + 12,0546    | 07    | 10             |
| 09   | 03  | Hélio Castroneves   | Team Penske                   | 60     | + 12,9834    | 02    | 0              |
| 10   | 22  | Justin Wilson       | Dreyer & Reinbold Racing      | 60     | + 13,5635    | 06    | 0              |
| 11   | 08  | E.J. Viso           | KV Racing Technology          | 60     | + 18,7591    | 25    | 0              |
| 12   | 06  | Hideki Mutoh        | Newman/Haas Racing            | 60     | + 20,2279    | 14    | 0              |
| 13   | 26  | Marco Andretti      | Andretti Autosport            | 60     | + 26,6965    | 08    | 0              |
| 14   | 24  | Paul Tracy          | Dreyer & Reinbold Racing      | 60     | + 27,7310    | 12    | 0              |
| 15   | 05  | Takuma Satō         | KV Racing Technology          | 60     | + 28,8774    | 05    | 0              |
| 16   | 27  | Adam Carroll        | Andretti Autosport            | 60     | + 29,3624    | 10    | 0              |
| 17   | 77  | Alex Tagliani       | FAZZT Race Team               | 60     | + 35,3753    | 19    | 0              |
| 18   | 36  | Bertrand Baguette   | Conquest Racing               | 60     | +36,5350     | 23    | 0              |
| 19   | 14  | Vitor Meira         | A. J. Foyt Enterprises        | 60     | + 36,9869    | 17    | 0              |
| 20   | 07  | Danica Patrick      | Andretti Autosport            | 60     | + 38,2675    | 21    | 0              |
| 21   | 11  | Tony Kanaan         | Andretti Autosport            | 60     | + 38,677     | 13    | 0              |
| 22   | 34  | Mario Romancini     | Conquest Racing               | 59     | DNF          | 18    | 0              |
| 23   | 18  | Milka Duno          | Dale Coyne Racing             | 57     | + 3 Runden   | 24    | 0              |
| 24   | 78  | Simona de Silvestro | HVM Racing                    | 38     | DNF          | 15    | 0              |
| 25   | 19  | Alex Lloyd          | Dale Coyne Racing             | 22     | DNF          | 22    | 0              |

Quelle: Datenbank von indycar.com

### 10. Rennen: Honda Indy Toronto
| Pos. | Fahrer           | Team                       | Zeit         |
| ---- | ---------------- | -------------------------- | ------------ |
| 1    | Will Power       | Team Penske                | 1:47:15,2554 |
| 2    | Dario Franchitti | Target Chip Ganassi Racing | + 1,2757     |
| 3    | Ryan Hunter-Reay | Andretti Autosport         | + 1,7605     |

Das Honda Indy Toronto in den Streets of Toronto, Toronto, Ontario, Kanada fand am 18. Juli 2010 statt und ging über eine Distanz von 85 Runden à 2,824 km, was einer Gesamtdistanz von 240,074 km entspricht.
Will Power gewann zum vierten Mal in dieser Saison ein Rennen. Hinter dem Australier belegte Dario Franchitti den zweiten und Ryan Hunter-Reay den dritten Platz.
Das Rennen entwickelte sich zu einer Ausfallorgie in folge diverser Unfälle. Im Grunde war die Strategie zu einem guten Ergebnis alleine "halte dich aus allem Ärger heraus", was dann auch das Ergebnis widerspiegelt.
| Pos. | Nr. | Fahrer              | Team                          | Runden | Zeit         | Start | Führungsrunden |
| ---- | --- | ------------------- | ----------------------------- | ------ | ------------ | ----- | -------------- |
| 01   | 12  | Will Power          | Team Penske                   | 85     | 1:47:15,2554 | 02    | 15             |
| 02   | 10  | Dario Franchitti    | Target Chip Ganassi Racing    | 85     | + 1,2757     | 05    | 22             |
| 03   | 37  | Ryan Hunter-Reay    | Andretti Autosport            | 85     | + 1,7605     | 04    | 0              |
| 04   | 11  | Tony Kanaan         | Andretti Autosport            | 85     | + 3,5382     | 08    | 02             |
| 05   | 02  | Graham Rahal        | Newman/Haas Racing            | 85     | + 9,6476     | 14    | 0              |
| 06   | 07  | Danica Patrick      | Andretti Autosport            | 85     | + 11,9439    | 12    | 0              |
| 07   | 22  | Justin Wilson       | Dreyer & Reinbold Racing      | 85     | + 12,3783    | 01    | 32             |
| 08   | 26  | Marco Andretti      | Andretti Autosport            | 85     | + 16,3360    | 10    | 0              |
| 09   | 78  | Simona de Silvestro | HVM Racing                    | 85     | + 21,5321    | 21    | 0              |
| 10   | 04  | Dan Wheldon         | Panther Racing                | 85     | + 23,1537    | 15    | 0              |
| 11   | 14  | Vitor Meira         | A. J. Foyt Enterprises        | 85     | + 25,8960    | 26    | 0              |
| 12   | 06  | Hideki Mutoh        | Newman/Haas Racing            | 85     | + 26,2878    | 22    | 0              |
| 13   | 15  | Paul Tracy          | KV Racing Technology          | 84     | + 1 Runde    | 24    | 14             |
| 14   | 32  | Mario Moraes        | KV Racing Technology          | 84     | + 1 Runde    | 20    | 0              |
| 15   | 24  | Tomas Scheckter     | Dreyer & Reinbold Racing      | 84     | + 1 Runde    | 19    | 0              |
| 16   | 36  | Bertrand Baguette   | Conquest Racing               | 84     | + 1 Runde    | 16    | 0              |
| 17   | 77  | Alex Tagliani       | FAZZT Race Team               | 84     | + 1 Runde    | 09    | 0              |
| 18   | 06  | Ryan Briscoe        | Team Penske                   | 83     | + 2 Runden   | 07    | 0              |
| 19   | 08  | E.J. Viso           | KV Racing Technology          | 82     | + 3 Runden   | 13    | 0              |
| 20   | 09  | Scott Dixon         | Target Chip Ganassi Racing    | 71     | DNF          | 06    | 0              |
| 21   | 02  | Raphael Matos       | de Ferran Luczo Dragon Racing | 64     | DNF          | 11    | 0              |
| 22   | 34  | Mario Romancini     | Conquest Racing               | 31     | DNF          | 17    | 0              |
| 23   | 19  | Alex Lloyd          | Dale Coyne Racing             | 26     | DNF          | 23    | 0              |
| 24   | 03  | Hélio Castroneves   | Team Penske                   | 21     | DNF          | 03    | 0              |
| 25   | 05  | Takuma Satō         | KV Racing Technology          | 15     | DNF          | 18    | 0              |
| 26   | 18  | Milka Duno          | Dale Coyne Racing             | 08     | DNF          | 25    | 0              |

Quelle: Datenbank von indycar.com

### 11. Rennen: Honda Indy Edmonton
| Pos. | Fahrer           | Team                       | Zeit         |
| ---- | ---------------- | -------------------------- | ------------ |
| 1    | Scott Dixon      | Target Chip Ganassi Racing | 1:50:37,0551 |
| 2    | Will Power       | Team Penske                | + 2,6688     |
| 3    | Dario Franchitti | Target Chip Ganassi Racing | + 3,2831     |

Das Honda Indy Edmonton auf dem Edmonton City Centre Airport, Edmonton, Alberta, Kanada fand am 25. Juli 2010 statt und ging über eine Distanz von 95 Runden à 3,175 km, was einer Gesamtdistanz von 301,647 km entspricht.
Scott Dixon gewann sein zweites Rennen in dieser Saison. Will Power und Dario Franchitti komplettierten das Podium. Zwar fuhr Hélio Castroneves als Erster über die Ziellinie, allerdings wurde er mit einer Durchfahrtsstrafe belegt, die nach Rennende in eine Versetzung an das Ende der Führungsrunde umgesetzt wurde. Vorausgegangen war ein teaminternes Duell zwischen Castroneves und Power, bei dem Castroneves nach Ansicht der Rennleitung Power blockiert hatte.
| Pos. | Nr. | Fahrer              | Team                          | Runden | Zeit         | Start | Führungsrunden |
| ---- | --- | ------------------- | ----------------------------- | ------ | ------------ | ----- | -------------- |
| 01   | 09  | Scott Dixon         | Target Chip Ganassi Racing    | 95     | 1:50:37,0551 | 03    | 02             |
| 02   | 12  | Will Power          | Team Penske                   | 95     | + 2,6688     | 01    | 76             |
| 03   | 10  | Dario Franchitti    | Target Chip Ganassi Racing    | 95     | + 3,2831     | 04    | 0              |
| 04   | 06  | Ryan Briscoe        | Team Penske                   | 95     | + 8,8652     | 05    | 0              |
| 05   | 37  | Ryan Hunter-Reay    | Andretti Autosport            | 95     | + 11,1482    | 08    | 0              |
| 06   | 15  | Paul Tracy          | KV Racing Technology          | 95     | + 11,9091    | 15    | 0              |
| 07   | 32  | Mario Moraes        | KV Racing Technology          | 95     | + 16,9015    | 14    | 0              |
| 08   | 08  | E.J. Viso           | KV Racing Technology          | 95     | + 18,2206    | 06    | 0              |
| 09   | 05  | Takuma Satō         | KV Racing Technology          | 95     | + 21,5880    | 13    | 0              |
| 10   | 03  | Hélio Castroneves   | Team Penske                   | 95     | + 1:02,6011  | 02    | 17             |
| 11   | 26  | Marco Andretti      | Andretti Autosport            | 94     | + 1 Runde    | 16    | 0              |
| 12   | 11  | Tony Kanaan         | Andretti Autosport            | 94     | + 1 Runde    | 24    | 0              |
| 13   | 02  | Raphael Matos       | de Ferran Luczo Dragon Racing | 94     | + 1 Runde    | 10    | 0              |
| 14   | 36  | Bertrand Baguette   | Conquest Racing               | 94     | + 1 Runde    | 20    | 0              |
| 15   | 07  | Danica Patrick      | Andretti Autosport            | 94     | + 1 Runde    | 21    | 0              |
| 16   | 14  | Vitor Meira         | A. J. Foyt Enterprises        | 93     | + 2 Runden   | 23    | 0              |
| 17   | 06  | Hideki Mutoh        | Newman/Haas Racing            | 93     | + 2 Runden   | 11    | 0              |
| 18   | 19  | Alex Lloyd          | Dale Coyne Racing             | 92     | + 3 Runden   | 18    | 0              |
| 19   | 24  | Tomas Scheckter     | Dreyer & Reinbold Racing      | 90     | + 5 Runden   | 12    | 0              |
| 20   | 04  | Dan Wheldon         | Panther Racing                | 90     | + 5 Runden   | 22    | 0              |
| 21   | 22  | Justin Wilson       | Dreyer & Reinbold Racing      | 88     | + 7 Runden   | 09    | 0              |
| 22   | 78  | Simona de Silvestro | HVM Racing                    | 87     | DNF          | 07    | 0              |
| 23   | 77  | Alex Tagliani       | FAZZT Race Team               | 52     | DNF          | 19    | 0              |
| 24   | 34  | Mario Romancini     | Conquest Racing               | 52     | DNF          | 17    | 0              |
| 25   | 18  | Milka Duno          | Dale Coyne Racing             | 04     | DNF          | 25    | 0              |

Quelle: Datenbank von indycar.com

### 12. Rennen: Honda Indy 200
| Pos. | Fahrer            | Team                       | Zeit         |
| ---- | ----------------- | -------------------------- | ------------ |
| 1    | Dario Franchitti  | Target Chip Ganassi Racing | 1:54:32,2568 |
| 2    | Will Power        | Team Penske                | + 0,5234     |
| 3    | Hélio Castroneves | Team Penske                | + 4,0883     |

Das Honda Indy 200 auf dem Mid-Ohio Sports Car Course, Lexington, Ohio, Vereinigte Staaten fand am 8. August 2010 statt und ging über eine Distanz von 85 Runden à 3,634 km, was einer Gesamtdistanz von 308,881 km entspricht.
Dario Franchitti gewann sein zweites Rennen in dieser Saison vor Will Power und Hélio Castroneves. Bei dem Rennen gaben mit dem 2009er Indy-Lights-Meister J. R. Hildebrand (#24, Dreyer & Reinbold) und dem bisher eher unbekannten Italiener Francesco Dracone (#34, Conquest Racing) gleich zwei Fahrer ihr IndyCar-Debüt. Während Hildebrand ähnliche Leistungen ablieferte wie schon die diversen anderen, wesentlich erfahreneren Fahrer, die sich in diesem Auto versucht hatten, machte Dracone eher durch diverse Zwischenfälle von sich Reden. Die meisten Führungsrunden in dem Rennen sammelte Alex Tagliani, der den ersten Boxenstopp sehr früh absolviert hatte und so in einer anschließenden, durch die Kollision von Justin Wilson und E.J. Viso ausgelösten Safety-Car-Phase nach vorne gespült wurde.
| Pos. | Nr. | Fahrer              | Team                          | Runden | Zeit         | Start | Führungsrunden |
| ---- | --- | ------------------- | ----------------------------- | ------ | ------------ | ----- | -------------- |
| 01   | 10  | Dario Franchitti    | Target Chip Ganassi Racing    | 85     | 1:54:32,2568 | 02    | 29             |
| 02   | 12  | Will Power          | Team Penske                   | 85     | + 0,5234     | 01    | 25             |
| 03   | 03  | Hélio Castroneves   | Team Penske                   | 85     | + 4,0883     | 06    | 0              |
| 04   | 77  | Alex Tagliani       | FAZZT Race Team               | 85     | + 5,6423     | 14    | 30             |
| 05   | 09  | Scott Dixon         | Target Chip Ganassi Racing    | 85     | + 5,9150     | 05    | 0              |
| 06   | 06  | Ryan Briscoe        | Team Penske                   | 85     | + 6,55100    | 07    | 0              |
| 07   | 02  | Raphael Matos       | de Ferran Luczo Dragon Racing | 85     | + 6,7518     | 19    | 0              |
| 08   | 78  | Simona de Silvestro | HVM Racing                    | 85     | + 10,1451    | 10    | 0              |
| 09   | 26  | Marco Andretti      | Andretti Autosport            | 85     | + 10,9555    | 09    | 0              |
| 10   | 37  | Ryan Hunter-Reay    | Andretti Autosport            | 85     | + 13,2344    | 04    | 01             |
| 11   | 36  | Bertrand Baguette   | Conquest Racing               | 85     | + 14,8260    | 15    | 0              |
| 12   | 32  | Mario Moraes        | KV Racing Technology          | 85     | + 16,0461    | 16    | 0              |
| 13   | 19  | Alex Lloyd          | Dale Coyne Racing             | 85     | + 16,5570    | 21    | 0              |
| 14   | 04  | Dan Wheldon         | Panther Racing                | 85     | + 19,3518    | 13    | 0              |
| 15   | 14  | Vitor Meira         | A. J. Foyt Enterprises        | 85     | + 20,0782    | 24    | 0              |
| 16   | 24  | J. R. Hildebrand    | Dreyer & Reinbold Racing      | 85     | + 20,2169    | 18    | 0              |
| 17   | 11  | Tony Kanaan         | Andretti Autosport            | 85     | + 25,4286    | 20    | 0              |
| 18   | 06  | Hideki Mutoh        | Newman/Haas Racing            | 85     | + 26,5918    | 12    | 0              |
| 19   | 27  | Adam Carroll        | Andretti Autosport            | 85     | + 27,3302    | 17    | 0              |
| 20   | 02  | Graham Rahal        | Newman/Haas Racing            | 85     | + 27,6341    | 25    | 0              |
| 21   | 07  | Danica Patrick      | Andretti Autosport            | 85     | + 28,2099    | 22    | 0              |
| 22   | 34  | Francesco Dracone   | Conquest Racing               | 82     | + 3 Runden   | 23    | 0              |
| 23   | 18  | Milka Duno          | Dale Coyne Racing             | 81     | + 4 Runden   | 27    | 0              |
| 24   | 66  | Jay Howard          | Sarah Fisher Racing           | 38     | DNF          | 26    | 0              |
| 25   | 05  | Takuma Satō         | KV Racing Technology          | 28     | DNF          | 03    | 0              |
| 26   | 08  | E.J. Viso           | KV Racing Technology          | 22     | DNF          | 08    | 0              |
| 27   | 22  | Justin Wilson       | Dreyer & Reinbold Racing      | 22     | DNF          | 11    | 0              |

Quelle: Datenbank von indycar.com

### 13. Rennen: Indy Grand Prix of Sonoma
| Pos. | Fahrer           | Team                       | Zeit         |
| ---- | ---------------- | -------------------------- | ------------ |
| 1    | Will Power       | Team Penske                | 1:52:34,1915 |
| 2    | Scott Dixon      | Target Chip Ganassi Racing | + 0,7432     |
| 3    | Dario Franchitti | Target Chip Ganassi Racing | + 6,6132     |

Der Indy Grand Prix of Sonoma auf dem Infineon Raceway, Sonoma, Kalifornien, Vereinigte Staaten fand am 22. August 2010 statt und ging über eine Distanz von 75 Runden à 3,706 km, was einer Gesamtdistanz von 277,974 km entspricht.
Will Power gewann sein fünftes Rennen in dieser Saison vor Scott Dixon und Dario Franchitti.
| Pos. | Nr. | Fahrer              | Team                          | Runden | Zeit         | Start | Führungsrunden |
| ---- | --- | ------------------- | ----------------------------- | ------ | ------------ | ----- | -------------- |
| 01   | 12  | Will Power          | Team Penske                   | 75     | 1:52:34,1915 | 01    | 73             |
| 02   | 09  | Scott Dixon         | Target Chip Ganassi Racing    | 75     | + 0,7432     | 06    | 02             |
| 03   | 10  | Dario Franchitti    | Target Chip Ganassi Racing    | 75     | + 6,6132     | 03    | 0              |
| 04   | 06  | Ryan Briscoe        | Team Penske                   | 75     | + 7,8607     | 05    | 0              |
| 05   | 03  | Hélio Castroneves   | Team Penske                   | 75     | + 10,4594    | 02    | 0              |
| 06   | 22  | Justin Wilson       | Dreyer & Reinbold Racing      | 75     | + 10,9095    | 07    | 0              |
| 07   | 11  | Tony Kanaan         | Andretti Autosport            | 75     | + 11,5246    | 09    | 0              |
| 08   | 37  | Ryan Hunter-Reay    | Andretti Autosport            | 75     | + 11,8938    | 08    | 0              |
| 09   | 02  | Graham Rahal        | Newman/Haas Racing            | 75     | + 17,5019    | 16    | 0              |
| 10   | 19  | Alex Lloyd          | Dale Coyne Racing             | 75     | + 18,2069    | 22    | 0              |
| 11   | 32  | Mario Moraes        | KV Racing Technology          | 75     | + 20,2411    | 20    | 0              |
| 12   | 26  | Marco Andretti      | Andretti Autosport            | 75     | + 20,6759    | 18    | 0              |
| 13   | 78  | Simona de Silvestro | HVM Racing                    | 75     | + 21,8239    | 11    | 0              |
| 14   | 77  | Alex Tagliani       | FAZZT Race Team               | 75     | + 22,4858    | 04    | 0              |
| 15   | 14  | Vitor Meira         | A. J. Foyt Enterprises        | 75     | + 24,2879    | 21    | 0              |
| 16   | 07  | Danica Patrick      | Andretti Autosport            | 75     | + 46,1339    | 23    | 0              |
| 17   | 06  | Hideki Mutoh        | Newman/Haas Racing            | 74     | + 1 Runde    | 14    | 0              |
| 18   | 05  | Takuma Satō         | KV Racing Technology          | 74     | + 1 Runde    | 17    | 0              |
| 19   | 08  | E.J. Viso           | KV Racing Technology          | 74     | + 1 Runde    | 15    | 0              |
| 20   | 36  | Francesco Dracone   | Conquest Racing               | 71     | DNF          | 25    | 0              |
| 21   | 02  | Raphael Matos       | de Ferran Luczo Dragon Racing | 67     | DNF          | 10    | 0              |
| 22   | 18  | Milka Duno          | Dale Coyne Racing             | 67     | + 8 Runden   | 24    | 0              |
| 23   | 34  | Bertrand Baguette   | Conquest Racing               | 65     | DNF          | 13    | 0              |
| 24   | 24  | J. R. Hildebrand    | Dreyer & Reinbold Racing      | 38     | DNF          | 19    | 0              |
| 25   | 04  | Dan Wheldon         | Panther Racing                | 0      | DNF          | 12    | 0              |

Quelle: Datenbank von indycar.com

### 14. Rennen: Peak Antifreeze & Motor Oil Indy 300
| Pos. | Fahrer           | Team                       | Zeit         |
| ---- | ---------------- | -------------------------- | ------------ |
| 1    | Dario Franchitti | Target Chip Ganassi Racing | 1:47:49,5783 |
| 2    | Dan Wheldon      | Panther Racing             | + 0,0423     |
| 3    | Marco Andretti   | Andretti Autosport         | + 0,1051     |

Das Peak Antifreeze & Motor Oil Indy 300 auf dem Chicagoland Speedway, Joliet, Illinois, Vereinigte Staaten fand am 28. August 2010 statt und ging über eine Distanz von 200 Runden à 2,446 km, was einer Gesamtdistanz von 489,241 km entspricht.
Das Rennen wurde relativ überraschend von #10 Dario Franchitti vor #4 Dan Wheldon und #26 Marco Andretti gewonnen. Der Meisterschafts-Führende #12 Will Power musste fünf Runden vor Schluss noch einmal Ethanol nachtanken, so dass er das Rennen nur auf Rang 16 beendete.
Das Rennen sah mit 29 Autos das größte Starterfeld der Serie außerhalb des Indy 500 seit vielen Jahren. Die Gaststarter waren #66 Jay Howard und #67 Sarah Fisher für Sarah Fisher Racing, #36 Tomas Scheckter für Conquest, #24 Ana Beatriz für Dreyer & Reinbold, #20 Ed Carpenter für Panther (gemeinsam mit Vision Racing) sowie #21 Davey Hamilton, der sein erstes IndyCar-Rennen außerhalb von Indianapolis seit seinem schweren Unfall in Texas 2001 fuhr. Zudem nahmen erstmals alle fünf in dieser Saison aktiven Frauen an einem Rennen teil.
In der Anfangszeit des Rennens lag Polesitter Ryan Briscoe beinahe ununterbrochen auf dem ersten Platz. Seine Penske-Teamkollegen Power und Castroneves, das Panther-Duo Wheldon und Carpenter und drei der vier Andretti-Autos (Andretti, Kanaan, Hunter-Reay) befanden sich in einem ständigen Wechsel um die ersten zehn Plätze. Die Ganassi-Autos waren dagegen nicht ganz vorne, lieferten aber immer wieder deutlich schnellere Boxenstopps, die sie nach vorne brachten. Genau das Gegenteil gab es bei Panther, wobei sich die Fahrer immer wieder nach vorne arbeiten konnten, Carpenter später aber durch technische Probleme aufgeben musste. Zwischenzeitlich fuhr Sarah Fisher durch eine andere Boxenstrategie auf Rang zwei, wo sie in dem eigentlich klar unterlegenen Auto alle außer Briscoe hinter sich halten konnte. Bei den letzten Boxenstopps etwa 25 Runden vor Schluss verzichtete Dario Franchitti im Gegensatz zu den meisten anderen Fahrern auf einen Reifenwechsel, wodurch er die Führung übernahm und trotz diverser Versuche von Dan Wheldon zu keinem Zeitpunkt wieder abgab.
| Pos. | Nr. | Fahrer              | Team                       | Runden | Zeit         | Start | Führungsrunden |
| ---- | --- | ------------------- | -------------------------- | ------ | ------------ | ----- | -------------- |
| 01   | 10  | Dario Franchitti    | Target Chip Ganassi Racing | 200    | 1:47:49,5783 | 02    | 028            |
| 02   | 04  | Dan Wheldon         | Panther Racing             | 200    | + 0,0423     | 07    | 014            |
| 03   | 26  | Marco Andretti      | Andretti Autosport         | 200    | + 0,1051     | 05    | 003            |
| 04   | 37  | Ryan Hunter-Reay    | Andretti Autosport         | 200    | + 0,1631     | 09    | 002            |
| 05   | 11  | Tony Kanaan         | Andretti Autosport         | 200    | + 0,3408     | 13    | 000            |
| 06   | 03  | Hélio Castroneves   | Team Penske                | 200    | + 0,4868     | 04    | 000            |
| 07   | 22  | Justin Wilson       | Dreyer & Reinbold Racing   | 200    | + 0,5953     | 23    | 000            |
| 08   | 09  | Scott Dixon         | Target Chip Ganassi Racing | 200    | + 0,9137     | 15    | 000            |
| 09   | 14  | Vitor Meira         | A. J. Foyt Enterprises     | 200    | + 0,9588     | 24    | 006            |
| 10   | 02  | Graham Rahal        | Newman/Haas Racing         | 200    | + 0,9841     | 06    | 000            |
| 11   | 06  | Ryan Briscoe        | Team Penske                | 200    | + 1,0185     | 01    | 113            |
| 12   | 34  | Bertrand Baguette   | Conquest Racing            | 200    | + 1,0833     | 20    | 000            |
| 13   | 06  | Hideki Mutoh        | Newman/Haas Racing         | 200    | + 1,3042     | 08    | 000            |
| 14   | 07  | Danica Patrick      | Andretti Autosport         | 200    | + 1,5658     | 12    | 000            |
| 15   | 67  | Sarah Fisher        | Sarah Fisher Racing        | 199    | + 1 Runde    | 25    | 010            |
| 16   | 12  | Will Power          | Team Penske                | 199    | + 1 Runde    | 03    | 017            |
| 17   | 32  | Mario Moraes        | KV Racing Technology       | 199    | + 1 Runde    | 21    | 000            |
| 18   | 21  | Davey Hamilton      | de Ferran Dragon Racing    | 199    | + 1 Runde    | 28    | 000            |
| 19   | 18  | Milka Duno          | Dale Coyne Racing          | 197    | + 3 Runden   | 26    | 000            |
| 20   | 20  | Ed Carpenter        | Panther Racing             | 179    | DNF          | 11    | 003            |
| 21   | 19  | Alex Lloyd          | Dale Coyne Racing          | 162    | + 38 Runden  | 14    | 003            |
| 22   | 66  | Jay Howard          | Sarah Fisher Racing        | 161    | DNF          | 29    | 000            |
| 23   | 78  | Simona de Silvestro | HVM Racing                 | 150    | DNF          | 27    | 000            |
| 24   | 24  | Ana Beatriz         | Dreyer & Reinbold Racing   | 088    | DNF          | 22    | 000            |
| 25   | 77  | Alex Tagliani       | FAZZT Race Team            | 085    | DNF          | 19    | 001            |
| 26   | 05  | Takuma Satō         | KV Racing Technology       | 080    | DNF          | 10    | 000            |
| 27   | 08  | E.J. Viso           | KV Racing Technology       | 080    | DNF          | 16    | 000            |
| 28   | 36  | Tomas Scheckter     | Conquest Racing            | 004    | DNF          | 17    | 000            |
| 29   | 02  | Raphael Matos       | de Ferran Dragon Racing    | 004    | DNF          | 18    | 000            |

Quelle: Datenbank von indycar.com

### 15. Rennen: Kentucky Indy 300
| Pos. | Fahrer            | Team           | Zeit         |
| ---- | ----------------- | -------------- | ------------ |
| 1    | Hélio Castroneves | Team Penske    | 1:41:50,0059 |
| 2    | Ed Carpenter      | Panther Racing | + 13,1597    |
| 3    | Dan Wheldon       | Panther Racing | + 13,9214    |

Das Kentucky Indy 300 auf dem Kentucky Speedway, Sparta, Kentucky, Vereinigte Staaten fand am 4. September 2010 statt und ging über eine Distanz von 200 Runden à 2,382 km, was einer Gesamtdistanz von 476,366 km entspricht.
Das Rennen wurde von Hélio Castroneves (#3) durch eine geschickte Boxenstrategie vor den beiden Panther-Autos von Ed Carpenter (#20) und Dan Wheldon (#4) gewonnen. Unmittelbar nach dem Start waren zwar die beiden Conquest-Autos von Bertrand Baguette (#34) und Tomas Scheckter (#36) vorne mit dabei, fielen aber recht bald zurück, so dass sich nach einer Unterbrechung zu Rennmitte, ausgelöst durch eine Kollision von Vitor Meira (#14), Simona de Silvestro (#78) und Ryan Briscoe (#6) eine Zwei-Klassen-Gesellschaft entwickelte. Die ersten 10, nach dem Ausfall von Ryan Hunter-Reay (#37) dann die ersten 9 Plätze wurden von den Autos von Panther, Ganassi, Andretti und Penske in einem ständigen Wechsel belegt, wobei es bis zum Ende blieb. "Best of the Rest" war die meiste Zeit Paul Tracy (#24), der aber am Ende von Baguette und Justin Wilson (#22) abgefangen wurde.
Entschieden wurde das Rennen, weil praktisch alle noch einmal wenige Runden vor Schluss Benzin nachfassen mussten. Einzig Castroneves konnte dies durch einen Boxenstopp ganz am Ende der oben erwähnten Unterbrechung und eine sehr konservative Fahrweise, bei der er ausgenutzt hat, dass sein Vorsprung auf Tracy dennoch bei um die 5 Sekunden lag, vermeiden.
| Pos. | Nr. | Fahrer              | Team                       | Runden | Zeit         | Start | Führungsrunden |
| ---- | --- | ------------------- | -------------------------- | ------ | ------------ | ----- | -------------- |
| 01   | 03  | Hélio Castroneves   | Team Penske                | 200    | 1:41:50,0059 | 08    | 07             |
| 02   | 20  | Ed Carpenter        | Panther Racing             | 200    | + 13,1597    | 01    | 11             |
| 03   | 04  | Dan Wheldon         | Panther Racing             | 200    | + 13,9214    | 03    | 93             |
| 04   | 11  | Tony Kanaan         | Andretti Autosport         | 200    | + 13,9931    | 26    | 0              |
| 05   | 10  | Dario Franchitti    | Target Chip Ganassi Racing | 200    | + 14,1968    | 11    | 0              |
| 06   | 26  | Marco Andretti      | Andretti Autosport         | 200    | + 14,5669    | 15    | 0              |
| 07   | 09  | Scott Dixon         | Target Chip Ganassi Racing | 200    | + 15,1025    | 04    | 01             |
| 08   | 12  | Will Power          | Team Penske                | 200    | + 15,6142    | 02    | 83             |
| 09   | 07  | Danica Patrick      | Andretti Autosport         | 200    | + 15,8494    | 17    | 0              |
| 10   | 34  | Bertrand Baguette   | Conquest Racing            | 199    | + 1 Runde    | 06    | 0              |
| 11   | 22  | Justin Wilson       | Dreyer & Reinbold Racing   | 199    | + 1 Runde    | 16    | 0              |
| 12   | 24  | Paul Tracy          | Dreyer & Reinbold Racing   | 199    | + 1 Runde    | 23    | 04             |
| 13   | 19  | Alex Lloyd          | Dale Coyne Racing          | 199    | + 1 Runde    | 18    | 0              |
| 14   | 36  | Tomas Scheckter     | Conquest Racing            | 199    | + 1 Runde    | 10    | 0              |
| 15   | 77  | Alex Tagliani       | FAZZT Race Team            | 199    | + 1 Runde    | 13    | 0              |
| 16   | 02  | Raphael Matos       | de Ferran Dragon Racing    | 199    | + 1 Runde    | 20    | 0              |
| 17   | 06  | Hideki Mutoh        | Newman/Haas Racing         | 199    | + 1 Runde    | 05    | 0              |
| 18   | 32  | Mario Moraes        | KV Racing Technology       | 198    | + 2 Runden   | 07    | 0              |
| 19   | 18  | Milka Duno          | Dale Coyne Racing          | 195    | + 5 Runden   | 24    | 0              |
| 20   | 66  | Graham Rahal        | Sarah Fisher Racing        | 195    | + 5 Runden   | 25    | 0              |
| 21   | 37  | Ryan Hunter-Reay    | Andretti Autosport         | 174    | DNF          | 27    | 0              |
| 22   | 67  | Sarah Fisher        | Sarah Fisher Racing        | 134    | DNF          | 21    | 0              |
| 23   | 14  | Vitor Meira         | A. J. Foyt Enterprises     | 079    | DNF          | 12    | 0              |
| 24   | 06  | Ryan Briscoe        | Team Penske                | 079    | DNF          | 09    | 01             |
| 25   | 78  | Simona de Silvestro | HVM Racing                 | 078    | DNF          | 19    | 0              |
| 26   | 08  | E.J. Viso           | KV Racing Technology       | 045    | DNF          | 22    | 0              |
| 27   | 05  | Takuma Satō         | KV Racing Technology       | 000    | DNF          | 14    | 0              |

Quelle: Datenbank von indycar.com

### 16. Rennen: Indy Japan 300
| Pos. | Fahrer            | Team                       | Zeit         |
| ---- | ----------------- | -------------------------- | ------------ |
| 1    | Hélio Castroneves | Team Penske                | 2:04:04,4780 |
| 2    | Dario Franchitti  | Target Chip Ganassi Racing | + 4,5746     |
| 3    | Will Power        | Team Penske                | + 5,0743     |

Das Indy Japan 300 auf dem Twin Ring Motegi, Motegi, Japan fand am 19. September 2010 statt und ging über eine Distanz von 200 Runden à 2,446 km, was einer Gesamtdistanz von 489,241 km entspricht.
Hélio Castroneves gewann sein drittes Rennen in dieser Saison vor Dario Franchitti und Will Power.
| Pos. | Nr. | Fahrer              | Team                       | Runden | Zeit         | Start | Führungsrunden |
| ---- | --- | ------------------- | -------------------------- | ------ | ------------ | ----- | -------------- |
| 01   | 03  | Hélio Castroneves   | Team Penske                | 200    | 2:04:04,4780 | 01    | 153            |
| 02   | 10  | Dario Franchitti    | Target Chip Ganassi Racing | 200    | + 4,5746     | 04    | 000            |
| 03   | 12  | Will Power          | Team Penske                | 200    | + 5,0743     | 03    | 000            |
| 04   | 06  | Ryan Briscoe        | Team Penske                | 200    | + 6,4825     | 02    | 032            |
| 05   | 07  | Danica Patrick      | Andretti Autosport         | 200    | + 7,6057     | 12    | 000            |
| 06   | 09  | Scott Dixon         | Target Chip Ganassi Racing | 200    | + 8,3641     | 11    | 000            |
| 07   | 11  | Tony Kanaan         | Andretti Autosport         | 200    | + 9,4093     | 06    | 000            |
| 08   | 02  | Graham Rahal        | Newman/Haas Racing         | 200    | + 11,7163    | 16    | 000            |
| 09   | 37  | Ryan Hunter-Reay    | Andretti Autosport         | 200    | + 12,2125    | 07    | 000            |
| 10   | 04  | Dan Wheldon         | Panther Racing             | 200    | + 12,4720    | 09    | 000            |
| 11   | 26  | Marco Andretti      | Andretti Autosport         | 200    | + 15,5007    | 05    | 000            |
| 12   | 05  | Takuma Satō         | KV Racing Technology       | 200    | + 16,0693    | 10    | 000            |
| 13   | 77  | Alex Tagliani       | FAZZT Race Team            | 200    | + 17,6774    | 23    | 000            |
| 14   | 06  | Hideki Mutoh        | Newman/Haas Racing         | 200    | + 18,2811    | 17    | 000            |
| 15   | 08  | E.J. Viso           | KV Racing Technology       | 200    | + 18,7349    | 08    | 000            |
| 16   | 22  | Justin Wilson       | Dreyer & Reinbold Racing   | 200    | + 19,4293    | 18    | 000            |
| 17   | 14  | Vitor Meira         | A. J. Foyt Enterprises     | 200    | + 20,1047    | 14    | 000            |
| 18   | 02  | Raphael Matos       | de Ferran Dragon Racing    | 200    | + 21,2346    | 19    | 015            |
| 19   | 18  | Milka Duno          | Dale Coyne Racing          | 197    | + 3 Runden   | 25    | 000            |
| 20   | 36  | Roger Yasukawa      | Conquest Racing            | 195    | + 5 Runden   | 21    | 000            |
| 21   | 19  | Alex Lloyd          | Dale Coyne Racing          | 131    | DNF          | 15    | 000            |
| 22   | 24  | Paul Tracy          | Dreyer & Reinbold Racing   | 114    | DNF          | 22    | 000            |
| 23   | 78  | Simona de Silvestro | HVM Racing                 | 085    | DNF          | 24    | 000            |
| 24   | 32  | Mario Moraes        | KV Racing Technology       | 066    | DNF          | 20    | 000            |
| 25   | 34  | Bertrand Baguette   | Conquest Racing            | 001    | DNF          | 13    | 000            |

Quelle: Datenbank von indycar.com

### 17. Rennen: Cafés do Brasil Indy 300
| Pos. | Fahrer         | Team                       | Zeit         |
| ---- | -------------- | -------------------------- | ------------ |
| 1    | Scott Dixon    | Target Chip Ganassi Racing | 1:52:08.5580 |
| 2    | Danica Patrick | Andretti Autosport         | + 2,7587     |
| 3    | Tony Kanaan    | Andretti Autosport         | + 2,7698     |

Das Cafés do Brasil Indy 300 auf dem Homestead-Miami Speedway, Homestead, Florida, Vereinigte Staaten fand am 2. Oktober 2010 statt und ging über eine Distanz von 200 Runden à 2,390 km, was einer Gesamtdistanz von 477,975 km entspricht.
Scott Dixon gewann das Rennen vor Danica Patrick und Tony Kanaan.
Zunächst bestimmt Dario Franchitti das Tempo und führte das Rennen in der ersten Hälfte beinahe durchgängig an, womit er sich frühzeitig die Bonuspunkte für die meisten Führungsrunden sicherte. Er war damit in der Lage den Titel aus eigener Kraft zu gewinnen. Sein Titelrivale, Will Power, kam nie an die Führungsposition heran und belegte einen Platz unter den ersten zehn Piloten.
Nach einer Mauerberührung musste Power an die Box, wo ein Aufhängungsschaden am rechten Hinterrad festgestellt wurde. Zwar reparierten seine Mechaniker die Aufhängung und er konnte zunächst wieder auf die Strecke, nach wenigen Runden musste er das Auto aber endgültig abstellen. Franchitti war somit in der Lage, den Meistertitel mit einer Platzierung innerhalb der ersten zehn Piloten zu gewinnen. Infolgedessen fuhr der Brite das Rennen kontrolliert zu Ende und kam auf dem achten Platz ins Ziel.
An der Spitze kontrollierte sein Teamkollege Dixon das Rennen und setzte sich von den anderen Piloten ab. Um den zweiten Platz kämpften in den letzten zehn Runden die beiden Andretti-Piloten Kanaan und Patrick. Die beiden fuhren einige Runden nebeneinander. Schließlich kam Patrick vor Kanaan auf dem zweiten Platz ins Ziel.
| Pos. | Nr. | Fahrer              | Team                       | Runden | Zeit         | Start | Führungsrunden |
| ---- | --- | ------------------- | -------------------------- | ------ | ------------ | ----- | -------------- |
| 01   | 09  | Scott Dixon         | Target Chip Ganassi Racing | 200    | 1:52:08,5580 | 02    | 047            |
| 02   | 07  | Danica Patrick      | Andretti Autosport         | 200    | + 2,7587     | 11    | 000            |
| 03   | 11  | Tony Kanaan         | Andretti Autosport         | 200    | + 2,7698     | 08    | 004            |
| 04   | 06  | Ryan Briscoe        | Team Penske                | 200    | + 3,7827     | 04    | 007            |
| 05   | 03  | Hélio Castroneves   | Team Penske                | 200    | + 5,3324     | 10    | 001            |
| 06   | 14  | Vitor Meira         | A. J. Foyt Enterprises     | 200    | + 7,2126     | 21    | 000            |
| 07   | 26  | Marco Andretti      | Andretti Autosport         | 200    | + 8,3637     | 16    | 010            |
| 08   | 10  | Dario Franchitti    | Target Chip Ganassi Racing | 200    | + 11,1401    | 01    | 128            |
| 09   | 04  | Dan Wheldon         | Panther Racing             | 200    | + 22,2521    | 05    | 000            |
| 10   | 02  | Graham Rahal        | Newman/Haas Racing         | 199    | + 1 Runde    | 18    | 000            |
| 11   | 37  | Ryan Hunter-Reay    | Andretti Autosport         | 199    | + 1 Runde    | 20    | 000            |
| 12   | 19  | Alex Lloyd          | Dale Coyne Racing          | 199    | + 1 Runde    | 22    | 000            |
| 13   | 20  | Ed Carpenter        | Panther Racing             | 199    | + 1 Runde    | 07    | 000            |
| 14   | 77  | Alex Tagliani       | FAZZT Race Team            | 199    | + 1 Runde    | 19    | 003            |
| 15   | 34  | Bertrand Baguette   | Conquest Racing            | 199    | + 1 Runde    | 14    | 000            |
| 16   | 36  | Sebastian Saavedra  | Conquest Racing            | 199    | + 1 Runde    | 24    | 000            |
| 17   | 02  | Raphael Matos       | de Ferran Dragon Racing    | 199    | + 1 Runde    | 23    | 000            |
| 18   | 05  | Takuma Satō         | KV Racing Technology       | 199    | + 1 Runde    | 09    | 000            |
| 19   | 08  | E.J. Viso           | KV Racing Technology       | 198    | + 2 Runden   | 12    | 000            |
| 20   | 06  | Hideki Mutoh        | Newman/Haas Racing         | 198    | + 2 Runden   | 26    | 000            |
| 21   | 22  | Justin Wilson       | Dreyer & Reinbold Racing   | 198    | + 2 Runden   | 06    | 000            |
| 22   | 67  | Sarah Fisher        | Sarah Fisher Racing        | 197    | + 3 Runden   | 17    | 000            |
| 23   | 78  | Simona de Silvestro | HVM Racing                 | 197    | + 3 Runden   | 25    | 000            |
| 24   | 18  | Milka Duno          | Dale Coyne Racing          | 170    | DNF          | 27    | 000            |
| 25   | 12  | Will Power          | Team Penske                | 143    | DNF          | 03    | 000            |
| 26   | 24  | Ana Beatriz         | Dreyer & Reinbold Racing   | 042    | DNF          | 15    | 000            |
| 27   | 32  | Mario Moraes        | KV Racing Technology       | 025    | DNF          | 13    | 000            |

Quelle: Datenbank von indycar.com

## Wertungen

### Punktesystem
Die Punkte wurden nach folgendem Schema vergeben:
| Position | 1  | 2  | 3  | 4  | 5  | 6  | 7  | 8  | 9  | 10 | 11 | 12 | 13 | 14 | 15 | 16 | 17 | 18 | 19 | 20 | 21 | 22 | 23 | 24 | 25 | 26 | 27 | 28 | 29 | 30 | 31 | 32 | 33 |
| -------- | -- | -- | -- | -- | -- | -- | -- | -- | -- | -- | -- | -- | -- | -- | -- | -- | -- | -- | -- | -- | -- | -- | -- | -- | -- | -- | -- | -- | -- | -- | -- | -- | -- |
| Punkte   | 50 | 40 | 35 | 32 | 30 | 28 | 26 | 24 | 22 | 20 | 19 | 18 | 17 | 16 | 15 | 14 | 13 | 12 | 12 | 12 | 12 | 12 | 12 | 12 | 10 | 10 | 10 | 10 | 10 | 10 | 10 | 10 | 10 |

Außerdem gab es einen Zusatzpunkt für die Pole-Position und zwei zusätzliche Punkte für den Fahrer, der das Rennen die meisten Runden angeführt hatte.
Für das Qualifying zum Indianapolis 500 wurden die Punkte wie folgt vergeben:
| Position | 1  | 2  | 3  | 4  | 5  | 6 | 7 | 8 | 9 | 10 | 11 | 12 | 13 | 14 | 15 | 16 | 17 | 18 | 19 | 20 | 21 | 22 | 23 | 24 | 25 | 26 | 27 | 28 | 29 | 30 | 31 | 32 | 33 |
| -------- | -- | -- | -- | -- | -- | - | - | - | - | -- | -- | -- | -- | -- | -- | -- | -- | -- | -- | -- | -- | -- | -- | -- | -- | -- | -- | -- | -- | -- | -- | -- | -- |
| Punkte   | 15 | 13 | 12 | 11 | 10 | 9 | 8 | 7 | 6 | 4  | 4  | 4  | 4  | 4  | 4  | 4  | 4  | 4  | 4  | 4  | 4  | 4  | 4  | 4  | 3  | 3  | 3  | 3  | 3  | 3  | 3  | 3  | 3  |

### Fahrerwertung
| Pos. | Fahrer       | SAO | STP | ALA | LBH | KAN | INDY | INDY | TXS | IOW | WGL | TOR | EDM | MDO | SNM | CHI | KTY | MOT | HMS | Punkte |
| Pos. | Fahrer       | SAO | STP | ALA | LBH | KAN | Q    | R    | TXS | IOW | WGL | TOR | EDM | MDO | SNM | CHI | KTY | MOT | HMS | Punkte |
| ---- | ------------ | --- | --- | --- | --- | --- | ---- | ---- | --- | --- | --- | --- | --- | --- | --- | --- | --- | --- | --- | ------ |
| 01   | Franchitti   | 7*  | 5   | 3   | 12  | 2   | 3    | 1*   | 5   | 18* | 3   | 2   | 3   | 1   | 3   | 1   | 5   | 2   | 8*  | 602    |
| 02   | Power        | 1   | 1*  | 4   | 3   | 12  | 2    | 8    | 14  | 5   | 1*  | 1   | 2*  | 2   | 1*  | 16  | 8   | 3   | 25  | 597    |
| 03   | Dixon        | 6   | 18  | 2   | 4   | 1*  | 6    | 5    | 4   | 6   | 8   | 20  | 1   | 5   | 2   | 8   | 7   | 6   | 1   | 547    |
| 04   | Castroneves  | 9   | 4   | 1   | 7   | 4   | 1    | 9    | 20  | 2   | 9   | 24  | 10  | 3   | 5   | 6   | 1   | 1*  | 5   | 531    |
| 05   | Briscoe      | 14  | 3   | 6   | 8   | 6   | 4    | 24   | 1*  | 4   | 2   | 18  | 4   | 6   | 4   | 11* | 24  | 4   | 4   | 482    |
| 06   | Kanaan       | 10  | 10  | 8   | 5   | 3   | 32   | 11   | 6   | 1   | 21  | 4   | 12  | 17  | 7   | 5   | 4   | 7   | 3   | 453    |
| 07   | Hunter-Reay  | 2   | 11  | 12  | 1*  | 5   | 17   | 18   | 7   | 8   | 7   | 3   | 5   | 10  | 8   | 4   | 21  | 9   | 11  | 445    |
| 08   | M. Andretti  | 23  | 12  | 5*  | 14  | 13  | 16   | 3    | 3   | 15  | 13  | 8   | 11  | 9   | 12  | 3   | 6   | 11  | 7   | 392    |
| 09   | Wheldon      | 5   | 20  | 11  | 9   | 15  | 18   | 2    | 9   | 11  | 6   | 10  | 20  | 14  | 25  | 2   | 3*  | 10  | 9   | 388    |
| 10   | Patrick      | 15  | 7   | 19  | 16  | 11  | 23   | 6    | 2   | 10  | 20  | 6   | 15  | 21  | 16  | 14  | 9   | 5   | 2   | 367    |
| 11   | Wilson       | 11  | 2   | 7   | 2   | 18  | 11   | 7    | 19  | 24  | 10  | 7*  | 21  | 27  | 6   | 7   | 11  | 16  | 21  | 361    |
| 12   | Meira        | 3   | 15  | 18  | 11  | 10  | 30   | 27   | 10  | 7   | 19  | 11  | 16  | 15  | 15  | 9   | 23  | 17  | 6   | 310    |
| 13   | Tagliani     | 19  | 6   | 10  | 21  | 8   | 5    | 10   | 18  | 12  | 17  | 17  | 23  | 4*  | 14  | 25  | 15  | 13  | 14  | 302    |
| 14   | Matos        | 4   | 8   | 14  | 20  | 16  | 12   | 29   | 16  | 14  | 4   | 21  | 13  | 7   | 21  | 29  | 16  | 18  | 17  | 290    |
| 15   | Moraes       | 24  | 21  | 13  | 6   | 7   | 13   | 31   | 21  | 25  | 5   | 14  | 7   | 12  | 11  | 17  | 18  | 24  | 27  | 287    |
| 16   | Lloyd        | 18  | 23  | 23  | 19  | 19  | 26   | 4    | 8   | 13  | 25  | 23  | 18  | 13  | 10  | 21  | 13  | 21  | 12  | 266    |
| 17   | Viso         | 12  | 17  | 16  | 15  | 27  | 19   | 25   | 11  | 3   | 11  | 19  | 8   | 26  | 19  | 27  | 26  | 15  | 19  | 262    |
| 18   | Mutoh        | 20  | 14  | 14  | 13  | 23  | 9    | 28   | 12  | 20  | 12  | 12  | 17  | 18  | 17  | 13  | 17  | 14  | 20  | 250    |
| 19   | de Silvestro | 16  | 16  | 21  | 17  | 21  | 22   | 14   | 24  | 21  | 24  | 9   | 22  | 8   | 13  | 23  | 25  | 23  | 23  | 242    |
| 20   | Rahal        |     | 9   | 17  | 22  |     | 7    | 12   |     | 9   |     | 5   |     | 20  | 9   | 10  | 20  | 8   | 10  | 235    |
| 21   | Satō         | 22  | 22  | 25  | 18  | 24  | 31   | 20   | 25  | 19  | 15  | 25  | 9   | 25  | 18  | 26  | 27  | 12  | 18  | 214    |
| 22   | Baguette     |     |     | 20  | 24  | 20  | 24   | 22   | 22  | 17  | 18  | 16  | 14  | 11  | 23  | 12  | 10  | 25  | 15  | 213    |
| 23   | Duno         | 21  | 24  | 24  | 25  | 26  | 37   | DNQ  | 23  | 23  | 23  | 26  | 25  | 23  | 22  | 19  | 19  | 19  | 24  | 184    |
| 24   | Romancini    | 17  | 13  | 22  | 23  | 22  | 27   | 13   | 17  | 16  | 22  | 22  | 24  |     |     |     |     |     |     | 149    |
| 25   | Conway       | 8   | 19  | 9   | 10  | 14  | 15   | 19   | INJ | INJ | INJ | INJ | INJ | INJ | INJ | INJ | INJ | INJ | INJ | 110    |
| 26   | Fisher       |     |     |     |     | 17  | 29   | 26   | 15  | 22  |     |     |     |     |     | 15  | 22  |     | 22  | 92     |
| 27   | Tracy        |     |     |     |     |     | 35   | DNQ  |     |     | 14  | 13  | 6   |     |     |     | 12  | 22  |     | 91     |
| 28   | Carpenter    |     |     |     |     |     | 8    | 17   |     |     |     |     |     |     |     | 20  | 2   |     | 13  | 90     |
| 29   | Scheckter    |     |     |     |     |     | 20   | 15   | 13  |     |     | 15  | 19  |     |     | 28  | 14  |     |     | 89     |
| 30   | Beatriz      | 13  |     |     |     |     | 21   | 21   |     |     |     |     |     |     |     | 24  |     |     | 26  | 55     |
| 31   | Howard       |     |     |     |     | 25  | 34   | DNQ  | 26  |     |     |     |     | 24  |     | 22  |     |     |     | 44     |
| 32   | J. Andretti  |     |     |     |     | 9   | 28   | 30   |     |     |     |     |     |     |     |     |     |     |     | 35     |
| 33   | Saavedra     |     |     |     |     |     | 33   | 23   |     |     |     |     |     |     |     |     |     |     | 16  | 29     |
| 34   | Carroll      |     |     |     |     |     |      |      |     |     | 16  |     |     | 19  |     |     |     |     |     | 26     |
| 35   | Hildebrand   |     |     |     |     |     |      |      |     |     |     |     |     | 16  | 24  |     |     |     |     | 26     |
| 36   | Hamilton     |     |     |     |     |     | 14   | 33   |     |     |     |     |     |     |     | 18  |     |     |     | 26     |
| 37   | Dracone      |     |     |     |     |     |      |      |     |     |     |     |     | 22  | 20  |     |     |     |     | 24     |
| 38   | Bell         |     |     |     |     |     | 10   | 16   |     |     |     |     |     |     |     |     |     |     |     | 18     |
| 39   | Junqueira    |     |     |     |     |     | 25   | 32   |     |     |     |     |     |     |     |     |     |     |     | 13     |
| 40   | Yasukawa     |     |     |     |     |     |      |      |     |     |     |     |     |     |     |     |     | 20  |     | 12     |
| —    | Lazier       |     |     |     |     |     | 36   | DNQ  |     |     |     |     |     |     |     |     |     |     |     | 0      |
| —    | Foyt         |     |     |     |     |     | WD   |      |     |     |     |     |     |     |     |     |     |     |     | 0      |
| Pos. | Fahrer       | SAO | STP | ALA | LBH | KAN | INDY | INDY | TXS | IOW | WGL | TOR | EDM | MDO | SNM | CHI | KTY | MOT | HMS | Punkte |

| Farbe      | Bedeutung                                          |
| ---------- | -------------------------------------------------- |
| Gold       | Sieger                                             |
| Silber     | 2. Platz                                           |
| Bronze     | 3. Platz                                           |
| Grün       | 4. und 5. Platz                                    |
| Hellblau   | 6. bis 10. Platz                                   |
| Dunkelblau | Rennen beendet (außerhalb der ersten zehn Piloten) |
| Violett    | Rennen nicht beendet                               |
| Rot        | nicht qualifiziert (DNQ)                           |
| Schwarz    | disqualifiziert (DSQ)                              |
| Weiß       | nicht am Start (DNS)                               |
| Weiß       | zurückgezogen (WD)                                 |
| Weiß       | Rennen abgesagt (C)                                |
| Blanko     | nicht teilgenommen                                 |
| Blanko     | nicht erschienen (DNA)                             |
| Blanko     | verletzt oder krank (INJ)                          |
| Blanko     | ausgeschlossen (EX)                                |

| Weitere Notation   |                                  |
| Fett               | Pole-Position (1 Punkt)          |
| Kursiv             | Schnellste Rennrunde             |
| *                  | Meiste Führungsrunden (2 Punkte) |
| Rookie of the Year |                                  |
| Rookie             |                                  |

| Farbe      | Bedeutung          |
| ---------- | ------------------ |
| Gold       | Pole-Position      |
| Silber     | 2. Platz           |
| Bronze     | 3. Platz           |
| Grün       | 4. bis 9. Platz    |
| Hellblau   | 10. bis 24. Platz  |
| Dunkelblau | 25. bis 33. Platz  |
| Rot        | nicht qualifiziert |

| Farbe      | Bedeutung                                          |
| ---------- | -------------------------------------------------- |
| Gold       | Sieger                                             |
| Silber     | 2. Platz                                           |
| Bronze     | 3. Platz                                           |
| Grün       | 4. und 5. Platz                                    |
| Hellblau   | 6. bis 10. Platz                                   |
| Dunkelblau | Rennen beendet (außerhalb der ersten zehn Piloten) |
| Violett    | Rennen nicht beendet                               |
| Rot        | nicht qualifiziert (DNQ)                           |
| Schwarz    | disqualifiziert (DSQ)                              |
| Weiß       | nicht am Start (DNS)                               |
| Weiß       | zurückgezogen (WD)                                 |
| Weiß       | Rennen abgesagt (C)                                |
| Blanko     | nicht teilgenommen                                 |
| Blanko     | nicht erschienen (DNA)                             |
| Blanko     | verletzt oder krank (INJ)                          |
| Blanko     | ausgeschlossen (EX)                                |

| Weitere Notation   |                                  |
| Fett               | Pole-Position (1 Punkt)          |
| Kursiv             | Schnellste Rennrunde             |
| *                  | Meiste Führungsrunden (2 Punkte) |
| Rookie of the Year |                                  |
| Rookie             |                                  |

| Farbe      | Bedeutung          |
| ---------- | ------------------ |
| Gold       | Pole-Position      |
| Silber     | 2. Platz           |
| Bronze     | 3. Platz           |
| Grün       | 4. bis 9. Platz    |
| Hellblau   | 10. bis 24. Platz  |
| Dunkelblau | 25. bis 33. Platz  |
| Rot        | nicht qualifiziert |

### A.J.-Foyt-Trophäe
Die A.J.-Foyt-Trophäe wurde an den erfolgreichsten Piloten auf den Ovalkursen vergeben. Es zählten die Ergebnisse der Rennen 5 bis 8 sowie 14 bis 16. Das Saisonfinale geht in keine der Einzelwertungen ein.
Stand: Nach 7 von 7 Rennen
| Pos. | Fahrer            | Punkte |
| ---- | ----------------- | ------ |
| 1.   | Dario Franchitti  | 268    |
| 2.   | Hélio Castroneves | 252    |
| 3.   | Scott Dixon       | 229    |
| 4.   | Tony Kanaan       | 223    |
| 5.   | Ryan Briscoe      | 203    |
| 6.   | Dan Wheldon       | 197    |
| 7.   | Marco Andretti    | 188    |
| 8.   | Danica Patrick    | 179    |
| 9.   | Will Power        | 175    |
| 10.  | Ryan Hunter-Reay  | 162    |
| 11.  | Alex Lloyd        | 129    |
| 12.  | Vitor Meira       | 126    |
| 13.  | Alex Tagliani     | 126    |

| Pos. | Fahrer              | Punkte |
| ---- | ------------------- | ------ |
| 14.  | Justin Wilson       | 125    |
| 15.  | E.J. Viso           | 113    |
| 16.  | Graham Rahal        | 104    |
| 17.  | Hideki Mutoh        | 104    |
| 18.  | Bertrand Baguette   | 101    |
| 19.  | Mario Moraes        | 99     |
| 20.  | Raphael Matos       | 94     |
| 21.  | Simona de Silvestro | 90     |
| 22.  | Takuma Satō         | 87     |
| 23.  | Sarah Fisher        | 80     |
| 24.  | Ed Carpenter        | 73     |
| 25.  | Milka Duno          | 70     |
| 26.  | Tomas Scheckter     | 62     |

| Pos. | Fahrer             | Punkte |
| ---- | ------------------ | ------ |
| 27.  | Mario Romancini    | 59     |
| 28.  | John Andretti      | 35     |
| 29.  | Mike Conway        | 32     |
| 30.  | Jay Howard         | 32     |
| 31.  | Paul Tracy         | 30     |
| 32.  | Ana Beatriz        | 28     |
| 33.  | Davey Hamilton     | 26     |
| 34.  | Townsend Bell      | 18     |
| 35.  | Sebastian Saavedra | 15     |
| 36.  | Bruno Junqueira    | 13     |
| 37.  | Roger Yasukawa     | 12     |
| —    | Jaques Lazier      | 0      |
| —    | A. J. Foyt IV      | 0      |

### Mario-Andretti-Trophäe
Die Mario-Andretti-Trophäe wurde an den erfolgreichsten Piloten auf den Rundkursen vergeben. Es zählten die Ergebnisse der Rennen 1 bis 4 sowie 9 bis 13.
Stand: Nach 9 von 9 Rennen
| Pos. | Fahrer            | Punkte |
| ---- | ----------------- | ------ |
| 1.   | Will Power        | 412    |
| 2.   | Dario Franchitti  | 307    |
| 3.   | Scott Dixon       | 268    |
| 4.   | Ryan Hunter-Reay  | 264    |
| 5.   | Hélio Castroneves | 249    |
| 6.   | Ryan Briscoe      | 247    |
| 7.   | Justin Wilson     | 224    |
| 8.   | Tony Kanaan       | 195    |
| 9.   | Raphael Matos     | 183    |
| 10.  | Marco Andretti    | 178    |
| 11.  | Mario Moraes      | 178    |

| Pos. | Fahrer              | Punkte |
| ---- | ------------------- | ------ |
| 12.  | Dan Wheldon         | 169    |
| 13.  | Alex Tagliani       | 160    |
| 14.  | Vitor Meira         | 156    |
| 15.  | Danica Patrick      | 148    |
| 16.  | Simona de Silvestro | 140    |
| 17.  | E.J. Viso           | 137    |
| 18.  | Hideki Mutoh        | 134    |
| 19.  | Alex Lloyd          | 119    |
| 20.  | Takuma Satō         | 115    |
| 21.  | Graham Rahal        | 111    |
| 22.  | Milka Duno          | 102    |

| Pos. | Fahrer            | Punkte |
| ---- | ----------------- | ------ |
| 23.  | Bertrand Baguette | 97     |
| 24.  | Mario Romancini   | 90     |
| 25.  | Mike Conway       | 78     |
| 26.  | Paul Tracy        | 61     |
| 27.  | Tomas Scheckter   | 27     |
| 28.  | Adam Carroll      | 26     |
| 29.  | J. R. Hildebrand  | 26     |
| 30.  | Francesco Dracone | 24     |
| 31.  | Ana Beatriz       | 17     |
| 32.  | Jay Howard        | 12     |